# Ismaël (baryton)
Pour les articles homonymes, voir Ismaël (homonymie).

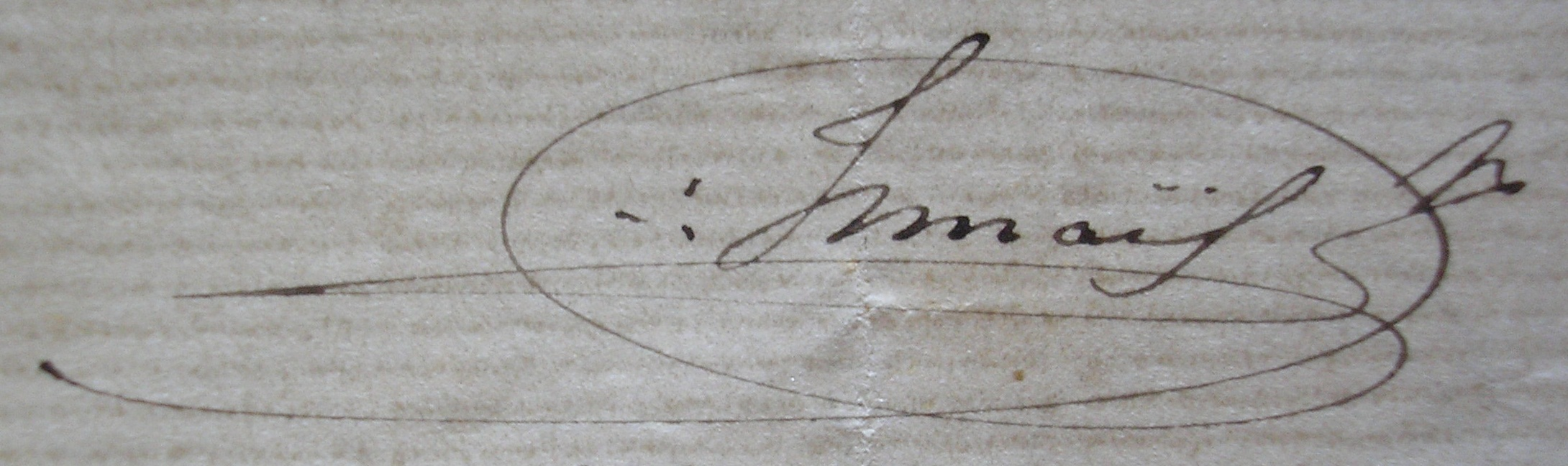
Signature d'Ismaël en juillet 1862, avec les ∴ maçonniques.

Jean-Vital Jammes dit Ismaël est un baryton français né le 28 avril 1825 au Passage (Lot-et-Garonne) et mort le 13 juin 1893 à Marseille (Bouches-du-Rhône).
Né dans une famille très pauvre, il part de chez lui à quatorze ans et gagne sa vie comme chanteur des rues, avant de se faire embaucher comme choriste puis soliste sur des scènes de province de plus en plus illustres. Au début des années 1850, il se fixe à Marseille, où il révèlera la véritable dimension de son talent. Les années 1860 seront celles de la consécration parisienne. Cet autodidacte absolu a créé en 40 ans de scène nombre de grands rôles au Théâtre-Lyrique puis à l'Opéra-Comique, dont Zurga dans Les Pêcheurs de perles de Georges Bizet et Ourrias dans Mireille de Charles Gounod. Consécration de sa carrière, il devient professeur au Conservatoire de Paris en 1874, avant d'en être chassé dans des conditions obscures. Sa fin de carrière est marquée par des difficultés vocales liées à une affection du larynx. Mais Ismaël ne cessera jamais d'enseigner son art à de nombreux élèves, souvent illustres eux-mêmes.

## Biographie

### Des origines modestes

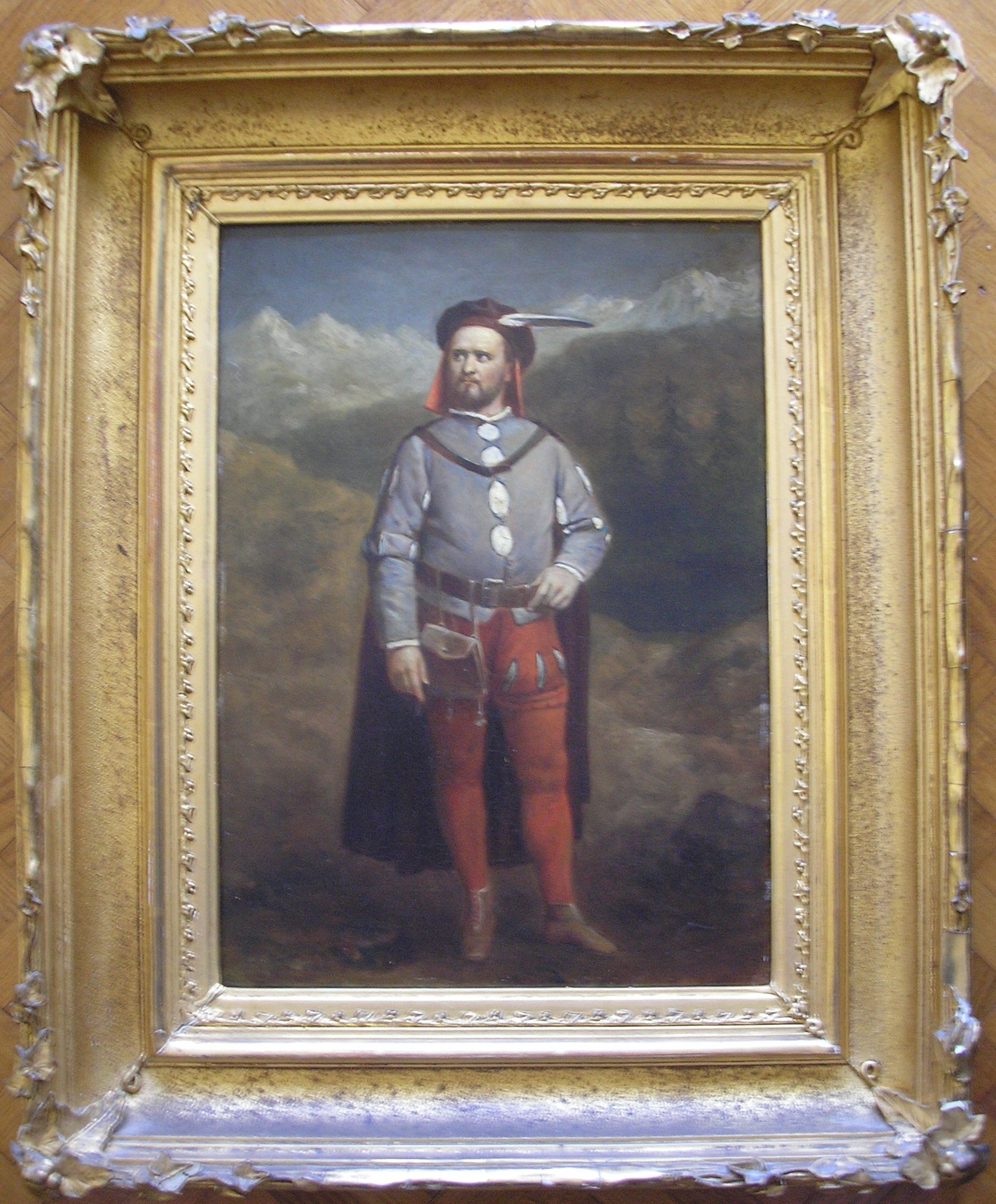
Ismaël jeune en costume de scène
Portrait à l'huile sur bois

Jean-Vital Jammes naît au Passage, près d'Agen. Son père, Antoine Jammes, est un tailleur d’habits analphabète originaire de Foulayronnes ; sa mère, Marguerite Andrieu, est domestique,,,. Très pauvres, ils ne peuvent offrir à leur fils aucune éducation. À seize ans, Jean-Vital, qui témoigne un intérêt précoce pour le chant, quitte à pied le domicile familial pour gagner sa vie en chantant dans les rues et les auberges. Il arrive ainsi à Nantes. Prat, le directeur du théâtre Graslin, l'entend chanter dans un café au cours de la saison 1842-1843 et l’embauche comme choriste. Jammes remporte un premier succès en remplaçant au pied levé le baryton titulaire du rôle de Max dans Le Chalet d’Adolphe Adam. Il part – semble-t-il – à Paris en espérant recevoir une formation plus poussée mais le Conservatoire de Paris le refuse à cause de son analphabétisme. Il apprend donc seul à lire et à écrire et travaille essentiellement par lui-même les grands rôles de baryton de son époque.
Ce travail porte ses fruits car il obtient un poste de basse en Belgique, à l’Opéra de Verviers,,. En novembre 1844, il se produit à Namur, déjà sous le nom de scène d’« Ismaël », en tant que « première basse chantante et baryton. »,.
De retour en France, il est engagé à Saint-Étienne en juin 1845, comme « baryton et basse chantante » pour l’opéra et « jeune troisième rôle et deuxième amoureux » pour les drames, comédies et vaudevilles. Il se produit à Amiens à partir d'août 1846. Face à un public extrêmement exigeant, il fait preuve de « trop de talent pour être exposé à d'hostiles manifestations », même s’il est « un peu sifflé ». ll résilie son contrat en janvier 1847 et part pour Orléans où il est référencé comme baryton Martin en mai 1847. Il y rencontre le succès dès son arrivée grâce à sa « belle voix, franche et nettement posée ».
Il est engagé au Grand-Théâtre de Bordeaux en 1848-1850, et passe au Grand Théâtre de Nîmes en 1850. On le voit aussi, en 1851, à Perpignan et à Béziers. Puis il fait ses débuts en 1851 au Grand-Théâtre de Lyon comme « baryton Grand Opéra, Opéra-Comique et Traductions ». Il y rencontre sa première épouse, la mezzo-soprano Alceste Anastasie Hortense Cœuriot qui y est « Première dugazon ». Il retourne à Bordeaux avec Alceste en 1853-1854, puis il réside six saisons d’affilée (de 1854 à 1860) au Grand-Théâtre de Marseille. À Bordeaux et Lyon, Ismaël a eu l’occasion de donner la réplique à des vedettes comme Marietta Alboni, et Louis Gueymard,. À Marseille, il construit sa propre stature de grand artiste. En effet, il obtient par exemple une « couronne d’or » de la Direction pour fêter sa deuxième saison,, et joue pour la première fois le rôle-titre de Rigoletto de Verdi, dans lequel il excellera par la suite. Il se déplace également : il fait une apparition à Aix-en-Provence fin 1855-début 1856, et se rend apparemment en représentation à Constantine, avec Alceste au cours de l’été 1856,. Après un nouveau passage à Lyon en 1860-1861, Ismaël fait en 1861 ses débuts de baryton « Grand opéra et traductions » et « opéra-comique » au théâtre de la Monnaie à Bruxelles. Il est engagé l'année suivante au théâtre des Arts de Rouen. Il y joue avec succès plusieurs rôles majeurs en 1862-1863 et attire ainsi l’attention de Léon Carvalho, directeur du Théâtre-Lyrique à Paris.

### Consécration parisienne

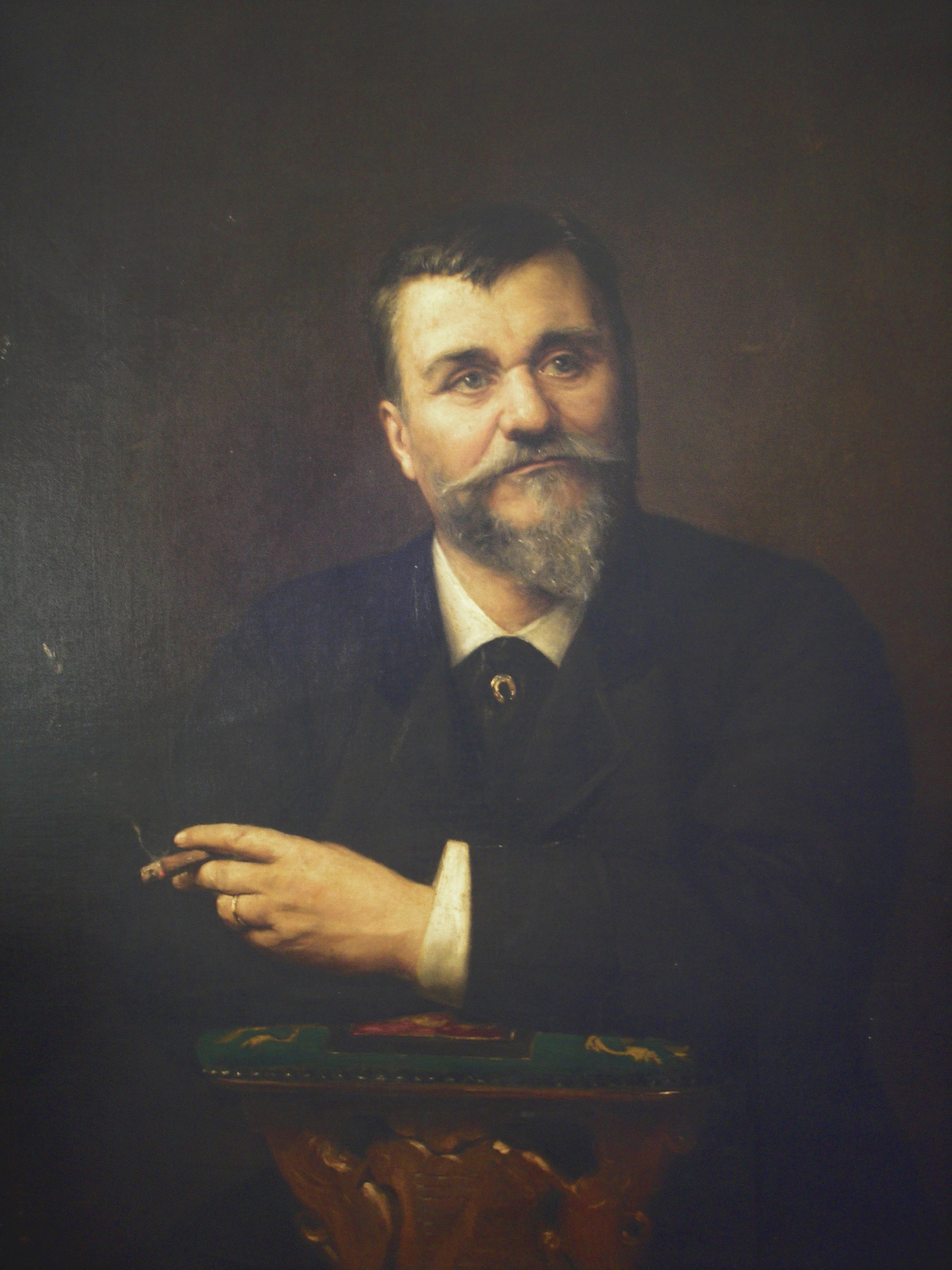
Ismaël vers 1885, huile sur toile

Carvalho engage Ismaël dans sa troupe. Celui-ci débute le 30 septembre 1863 avec la création de Zurga des Pêcheurs de Perles de Georges Bizet. Il joue ensuite à partir du 24 décembre le rôle-titre dans Rigoletto de Verdi. Ce rôle consacre Ismaël comme l'un des chanteurs de premier plan de la capitale. Il crée l'année suivante Ourrias dans Mireille de Gounod puis chante le 21 avril 1865 le rôle-titre du Macbeth de Verdi dans sa version révisée. Il joue également le rôle-titre de Don Pasquale de Donizetti, Falstaff dans Les Joyeuses Commères de Windsor de Nicolai, et Sganarelle dans Le Médecin malgré lui de Gounod (1866). Il chante au Grand-Théâtre de Marseille début 1868, puis à nouveau en 1869 après la faillite de Carvalho en mai 1868. En juin 1870, il signe avec le Théâtre royal de Liège, quelques jours avant le déclenchement de la guerre de 1870. Le 7 octobre 1870, il est à Marseille. Sur un balcon de la Canebière, il entonne La Marseillaise pour la foule enthousiaste qui attend, comme lui, Giuseppe Garibaldi. Celui-ci arrive sur le vapeur Ville-de-Paris pour aider la jeune République française. Fin 1870, il participe également à deux concerts de bienfaisance au Grand-Théâtre de Marseille.
En octobre 1871, après les événements de la Commune, La Comédie annonce le retour d'Ismaël à l’Opéra-Comique dans L’Ombre de Friedrich von Flotow,. Il crée, à la salle Favart, plusieurs opéras et opérettes dont Fantasio d'Offenbach et Le roi l'a dit de Delibes. Il joue aussi dans les œuvres de Gounod Roméo et Juliette (frère Laurent) et Le Médecin malgré lui (Sganarelle). Entretemps, il fait une grande tournée dans au moins 25 villes de France, en juillet-août 1872, en compagnie de trois autres artistes de l'Opéra-Comique, avec L'Ombre de Flotow,.
Au cours des années 1870, Jean-Vital Jammes semble connaître des problèmes vocaux, liés à une affection du larynx, qui l'éloignent périodiquement de la scène. Les journaux de l’époque relatent plusieurs incidents à propos de ce point et de sa santé en général. En 1853 déjà, à Lyon, il a une extinction de voix. L'Argus et le Vert-vert réunis publient même un couplet satirique sur le sujet. Son médecin le soigne dans un surprenant caisson hyperbare d’époque. Plus tard, fin 1871, il s’évanouit sur scène à la fin d’une représentation de L’Ombre ; de même, il est obligé de « garder la chambre » en avril 1876.

### Professeur au Conservatoire

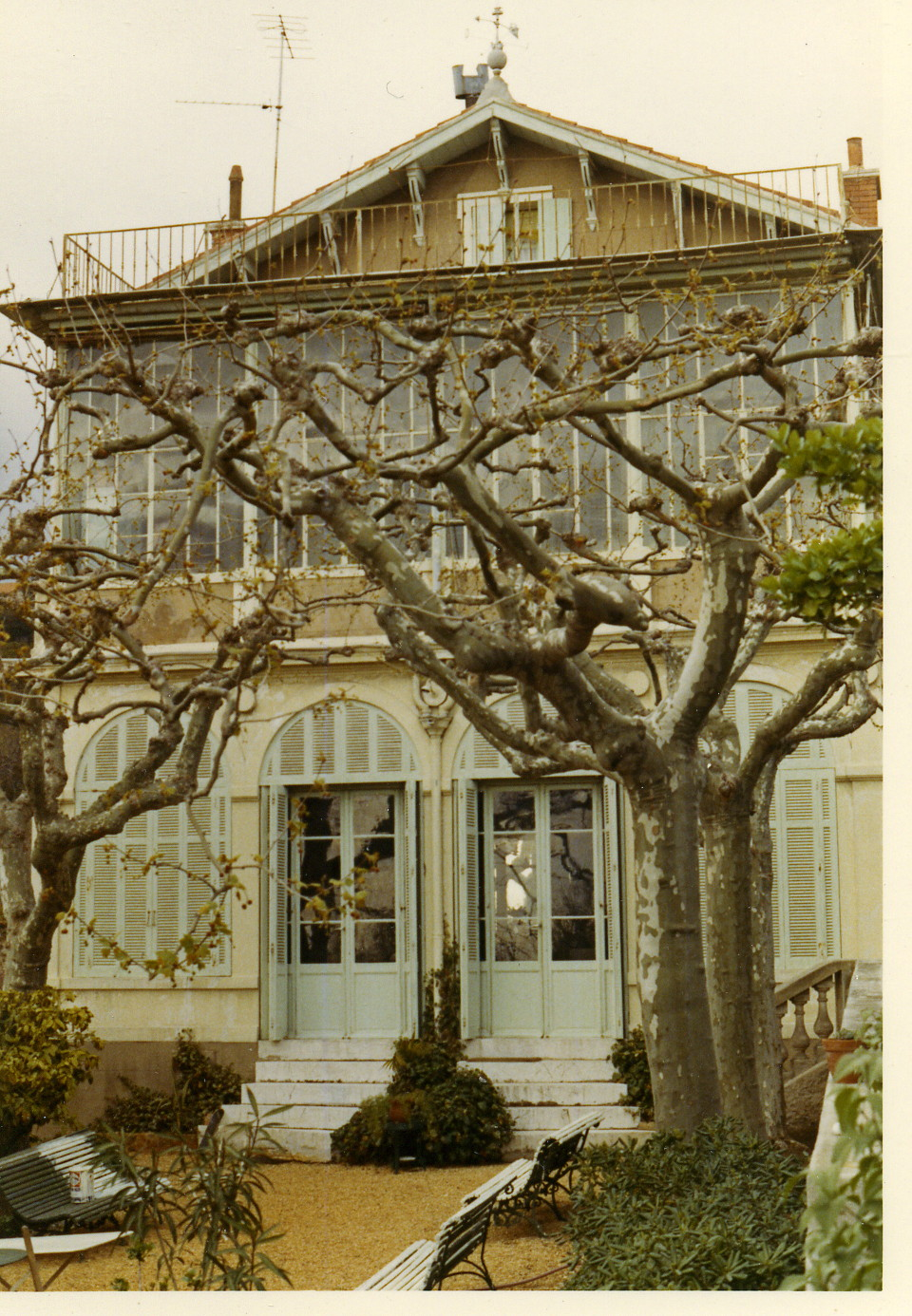
Villa d'Ismaël à Marseille (vers 1980)

Nommé professeur de déclamation lyrique au Conservatoire de Paris le 1er février 1874, Ismaël continue cependant à jouer. Il crée en particulier, sur la scène de l'Opéra-Comique, Gille et Gillotin en 1874, L’Amour africain en 1875 et le pasteur Tidmann dans Piccolino de Guiraud en 1876. Le journal satirique Le Trombinoscope lui consacre en 1875 un numéro, avec une biographie fantaisiste signée Touchatout.
Il quitte l'Opéra-Comique en août 1876, quand Léon Carvalho reprend la direction du théâtre. Le 23 décembre 1876, il est brusquement et sans explications démis de ses fonctions de professeur au Conservatoire. Il demande à plusieurs reprises, mais en vain, une enquête publique sur les raisons de sa révocation,. Profondément touché, il publie en mars 1877 un opuscule sur cette affaire. Il attribue sa révocation au ressentiment d'une de ses élèves à qui il avait expliqué son inaptitude à l'art lyrique. Cette affaire, qui trouve en 1877 un écho dans plusieurs quotidiens, le poursuit : en 1880, sollicité pour diriger la classe de chant du Conservatoire de Marseille, il en est finalement écarté. Il s'en plaint dans une lettre au Figaro. Son dossier aux « ressources humaines » du Conservatoire semble étayer les hypothèses d'Ismaël dans sa lettre.
À partir de 1877, Ismaël passe de plus en plus de temps dans sa villa de Marseille,, achetée en 1861, donnant des leçons de chant et participant à la vie de la cité. Il est par exemple membre du « Cercle artistique de Marseille », et il lui arrive de chanter pendant les manifestations du cercle,.

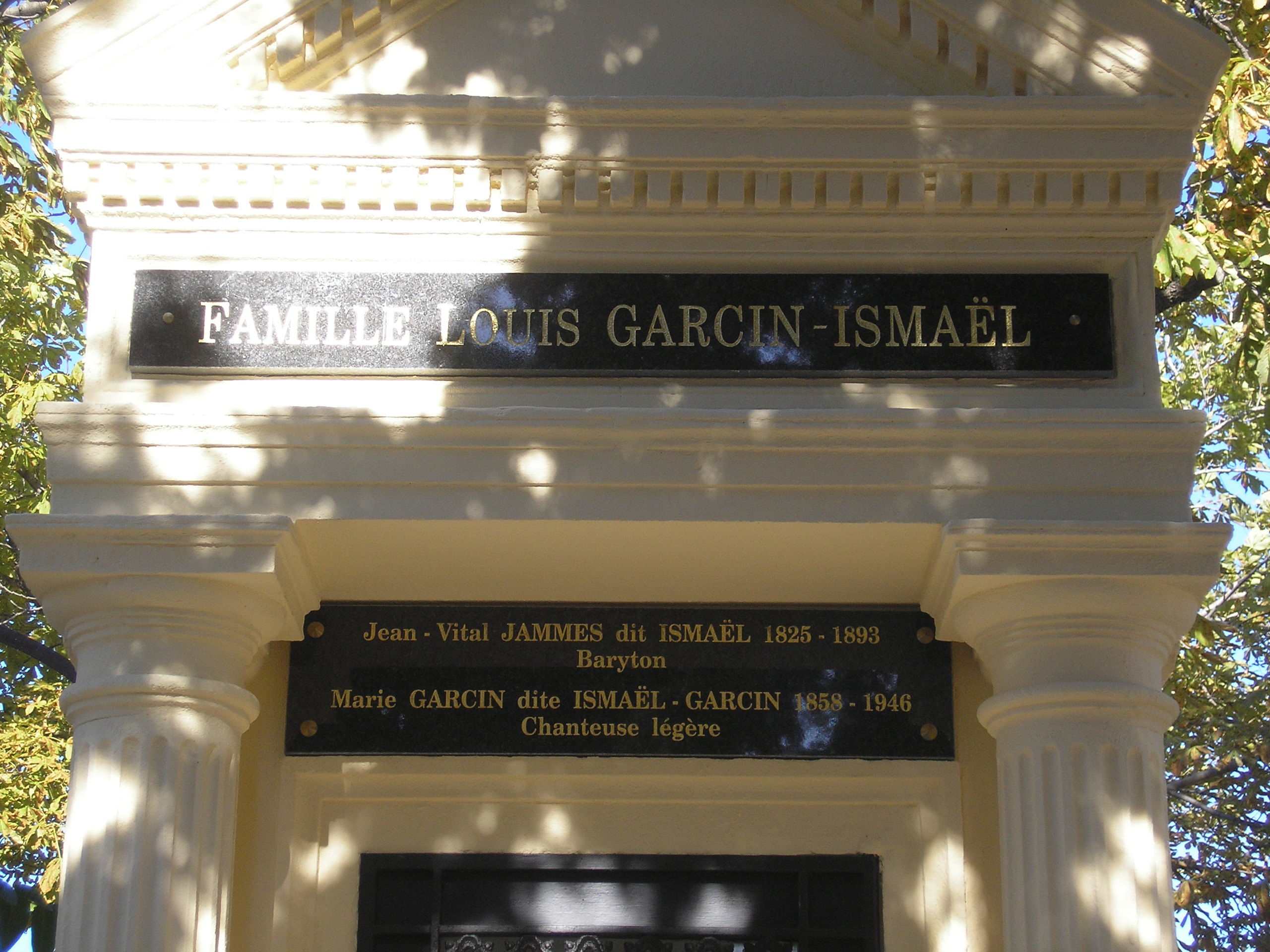
Caveau de Jean-Vital Jammes et Marie Garcin au cimetière Saint-Pierre

Il crée ensuite en 1877, sur la scène du théâtre de la Renaissance, La Tzigane, une opérette-pastiche d'après Johann Strauss II. Puis, il crée le rôle-titre dans Le Chevalier Gaston de Planquette le 8 février 1879 au théâtre du Casino de Monte-Carlo, inauguré le 25 janvier précédent. Après Monaco, il fait une tournée personnelle en France, qui l’amène en particulier à Agen, où il chante Le Barbier de Séville. Il retourne au théâtre de la Renaissance, pour deux premières mondiales : La Jolie Persane de Lecocq en 1879 (rôle de Nadir) et, en 1880, Les Voltigeurs de la 32e de Planquette (rôle de Richard).
Sa dernière prestation sur scène aurait eu lieu à Marseille en mars 1882, dans L'Ombre de Friedrich von Flotow. Mais on le retrouve, selon L'Europe artiste, jouant L'Ombre en 1884 à Aix-les-Bains, et certaines sources affirment qu'il se serait encore produit à Toulouse au printemps 1886. Il apparaît enfin lors d'une soirée de charité le 27 juillet 1886 à Cauterets aux côtés de sa seconde épouse.
Jean-Vital Jammes tombe malade vers 1891-1892. La Vedette relate sa dernière sortie mondaine connue. Il assiste avec son épouse à des auditions musicales chez M. Callamand, le 16 avril 1893. Il meurt à Marseille le 13 juin 1893 à l'âge de 68 ans,, vraisemblablement d'un cancer abdominal.

### Mariages

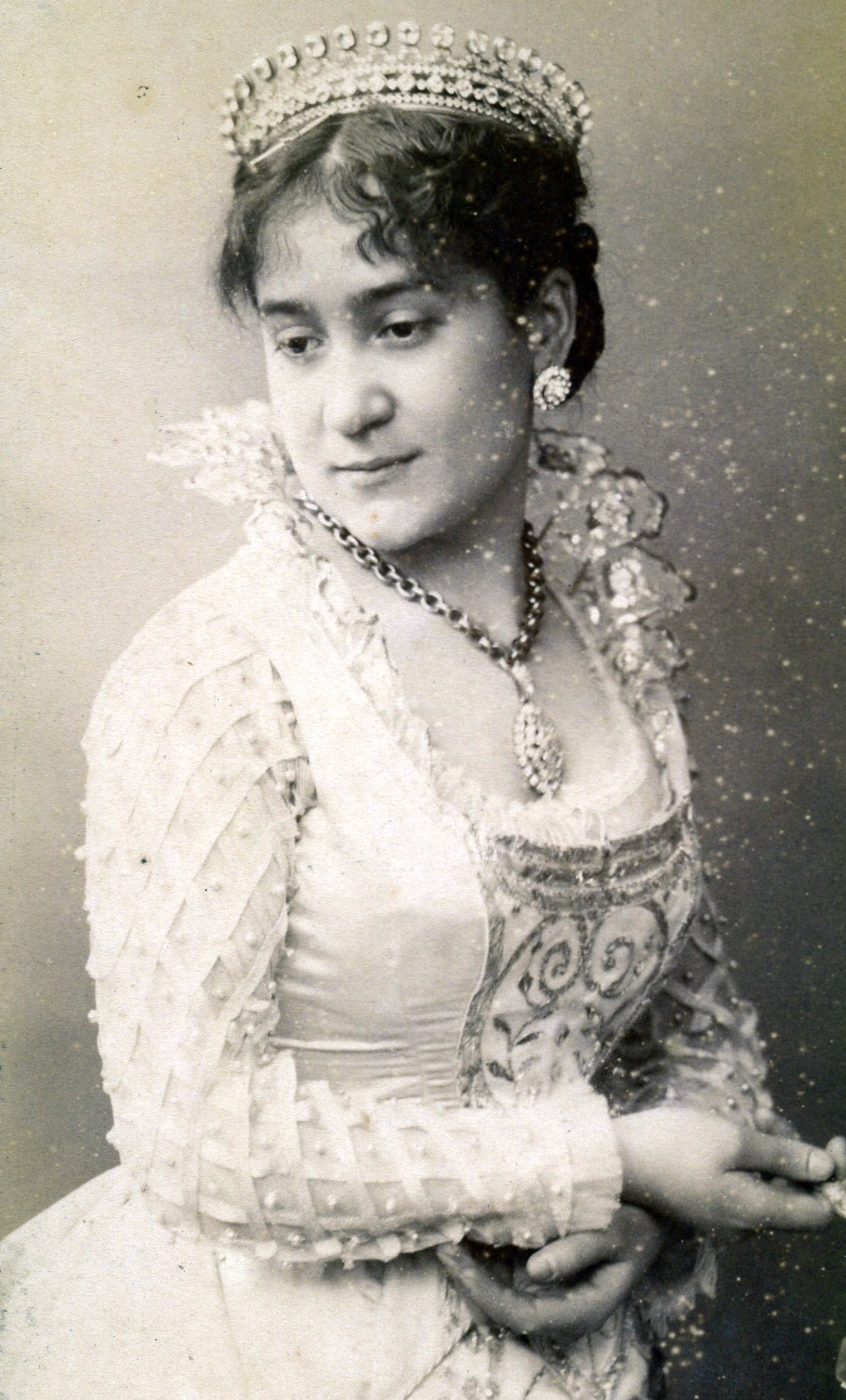
Marie Garcin en costume de scène vers 1880

Le journaliste Louviès parle d'une « Madame Ismaël » chanteuse dès mai 1851 : c'est sans doute à tort. Ismaël s’est marié deux fois, une première fois avec Alceste-Anastasie-Hortense Cœuriot, pensionnaire comme lui du Grand-Théâtre de Lyon quand il y arrive à l'été 1851. Mais le couple ne se marie que le 24 janvier 1852 à La Guillotière, une commune aujourd’hui intégrée à Lyon. Dès lors, Alceste apparaît sous le nom d'artiste d’Ismaël. Ils jouent ensemble sur scène au moins jusqu'en 1856,, mais le mariage est très malheureux dès 1854. Alceste — que l'on appelle souvent « Anaïs » — demande donc et obtient la séparation de corps en 1860, aux torts d'Ismaël.
Des années plus tard, Jean-Vital demande en 1884 le divorce, qui est prononcé le 30 mars 1885. Le 18 avril suivant, il épouse Rose-Françoise-Marie Garcin, une jeune chanteuse, fille de commerçants marseillais, qui était son élève depuis au moins 1877. En 1886, Alceste et Marie se retrouvent sur la scène du théâtre du Capitole de Toulouse dans Faust (Alceste jouant Marthe et Marie dans le rôle de Marguerite), sous le même nom : Ismaël. Il s’ensuit un procès, à l’issue duquel Alceste garde le droit d’utiliser le nom de scène d’Ismaël,,.
Selon Étienne Destranges, Marie Ismaël-Garcin avait été une chanteuse très prometteuse (elle avait eu en particulier un grand succès à Nantes comme Dinorah dans Le Pardon de Ploërmel de Meyerbeer) mais à la fin des années 1880, sa voix était déjà sur le déclin.
Ismaël n'a aucune descendance connue. Marie Garcin, qui ne s'est jamais remariée, a adopté une de ses filleules beaucoup plus tard, en 1925. Elle a vécu dans sa villa jusqu'à sa mort en 1946. Elle est inhumée avec son mari dans le caveau familial au cimetière Saint-Pierre de Marseille.

### Vie sociale

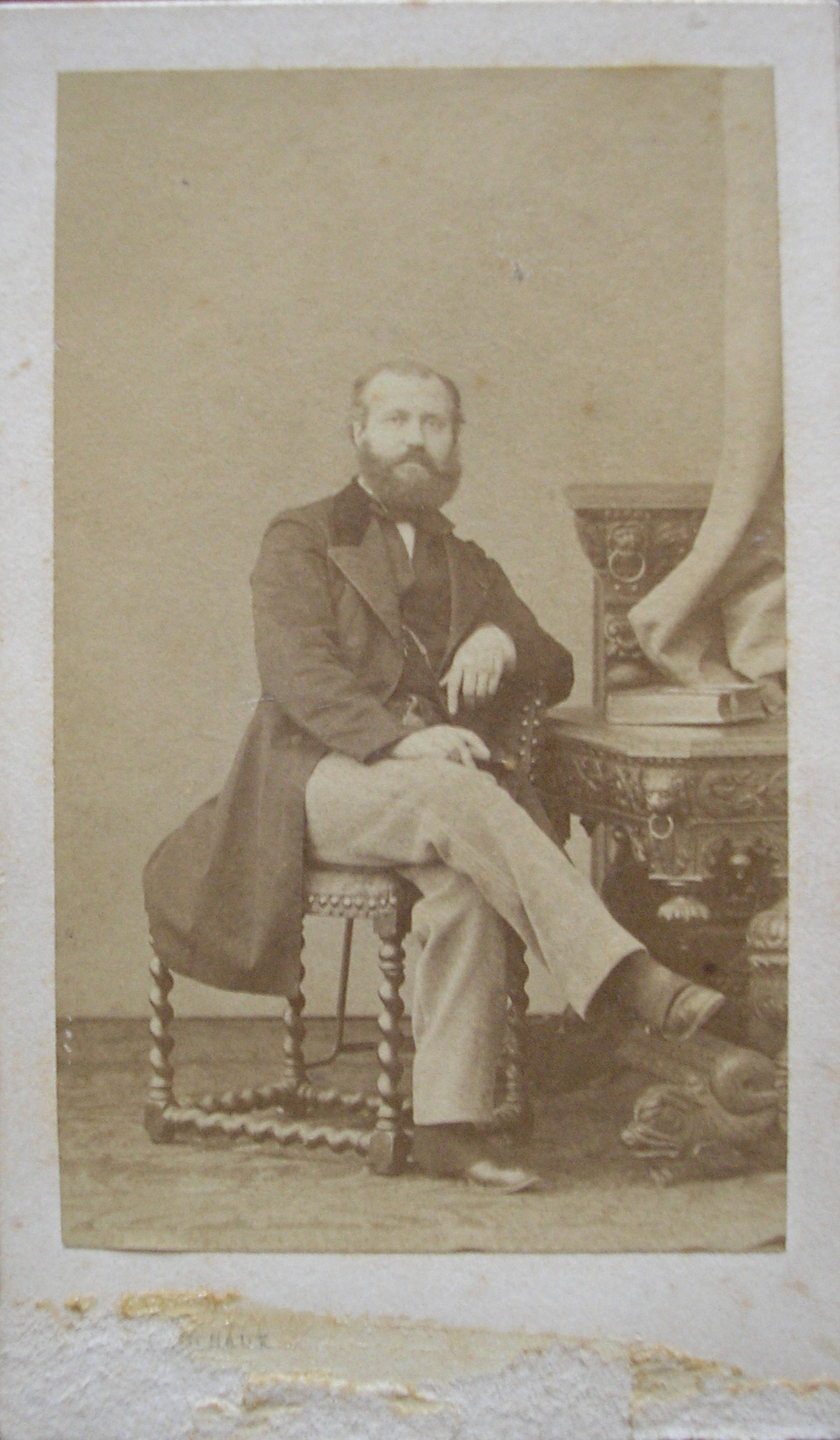
Photo dédicacée de Gounod jointe à la partition de Mireille (1864)

Parti de rien, Jean-Vital Jammes est parvenu à une importante notoriété et une grande aisance matérielle par son travail et son talent.
Les quotidiens nationaux de l'époque (Le Figaro, Le Gaulois, Le Journal des débats, La Presse, Le Temps, etc.) parlent de lui plusieurs fois par mois entre 1860 et 1880. Outre les évènements de sa carrière (pièces représentées, contrats avec les théâtres), ces journaux relaient nombre d'aspects de sa vie sociale et privée. Par exemple, ils se font l'écho de sa présence au mariage d'Alphonse Daudet, ou de sa participation avec ses élèves aux élections de la rosière d'Enghien,.
Ismaël vient régulièrement en aide à ses camarades artistes. Par exemple, il chante en 1873 au « bénéfice » de Fleury, du théâtre de Cluny et organise celui de Virginie Déjazet en 1874, ou contribue financièrement à une collecte en faveur d'Adolphe Sax.
On apprend qu'il est un habitué des villégiatures à Cauterets,, Enghien, ou Yport, et qu'il est « sportif », puisqu'il pratique l'escrime et est un bon joueur de bilboquet. Homme vigoureux, il a la réputation d’avoir de bonnes réparties. On a également des échos de sa vie amoureuse : il aurait eu un fils dans le courant des années 1860,, et certaines de ses aventures défrayaient la chronique des tribunaux,.
Dans un autre domaine, on dispose de quelques éléments de sa rémunération tout au long de sa carrière. Selon La Gironde, il débute en 1844 avec une rémunération de cent vingt francs par mois (1 440 francs par an), somme déjà importante pour l'époque. Dans la tournée d'été de deux mois en 1872, L'Ombre rapporte 48 000 francs (180 000 €) à partager entre les quatre artistes.
En fin de carrière, Ismaël signe des contrats pluriannuels avec des forfaits de 20 000 francs (75 000 €) par an. Son prestigieux poste de professeur au Conservatoire est en comparaison très mal payé : 1 200 francs par an. Tout cela est à remettre dans le contexte économique et social de l'époque : inflation nulle, ni retraite, ni sécurité sociale ni impôt sur le revenu, et niveau de vie général beaucoup plus bas que dans la France de 2010. Pour avoir une vision plus réaliste, il faut donc rapprocher ces sommes du traitement d’un instituteur - il varie de 600 à 900 francs (2 200 à 3 400 €) par an entre 1850 et 1875 -, et de la solde d’un colonel d’infanterie - de 5 000 à 8 000 francs (19 000 à 30 000 €) par an entre 1840 et 1880.
Il était d'usage à l'époque de faire des cadeaux aux artistes. Certains de ceux d'Ismaël ont été conservés, tels cette coupe en vermeil et cristal offerte par Lafeuillade et Tronchet, le 12 février 1858 pour la création de Charles dans Ernani, et ce service à hors-d'œuvre de huit pièces en argent, offert en 1875 par le marquis de Rougé. On notera aussi ce plat en porcelaine à son effigie offert et peint, dit-on, par une élève particulièrement admirative. De même, les compositeurs dédicaçaient volontiers les partitions à leurs interprètes, tel Charles Gounod pour Mireille en mars 1864. Enfin, les artistes de l’époque s’échangent volontiers des photographies dédicacées. Ismaël en a reçu par exemple de ses camarades, Juliette Borghèse, Irène Lambert, Amélie Rey-Balla, le ténor Montaubry, mais aussi d’artistes avec qui il semble n’avoir jamais joué, comme Adelina Patti ou encore le peintre T. Mayan. D’autres photos dédicacées d’artistes non encore identifiés sont aussi parvenues jusqu’à nous.

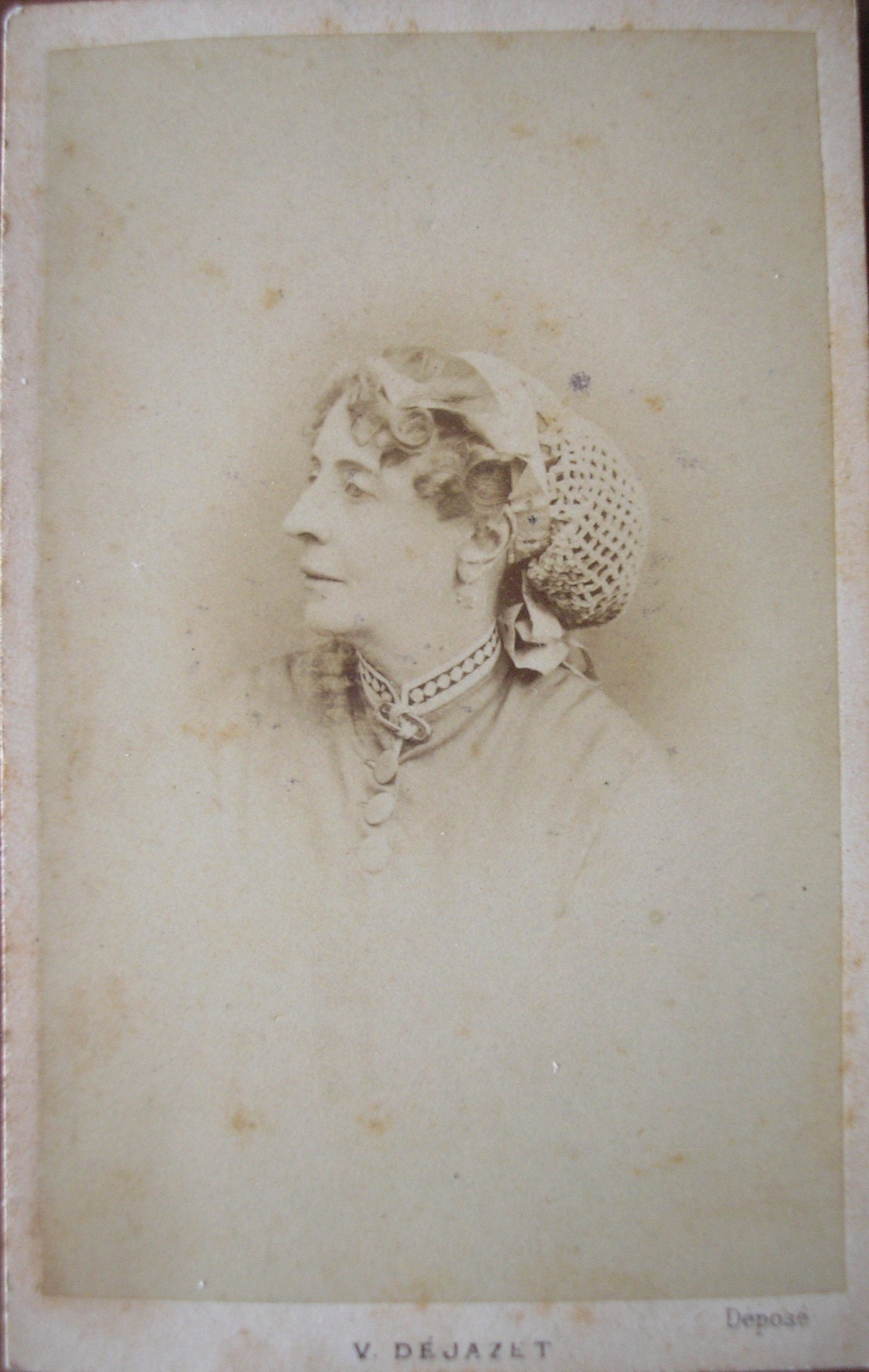
Remerciements de Virgine Déjazet (recto), 1874
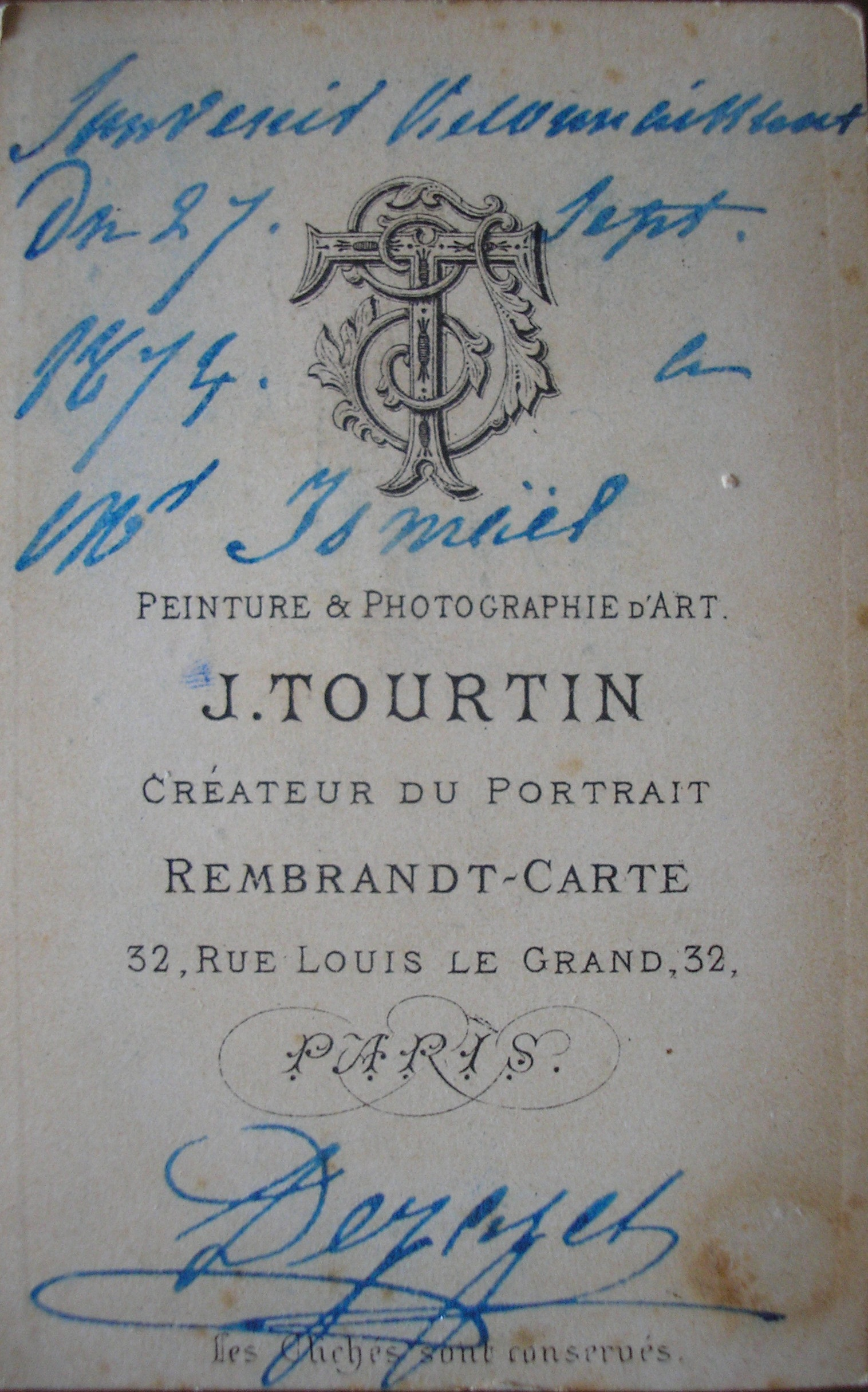
Remerciements de Virgine Déjazet (verso)
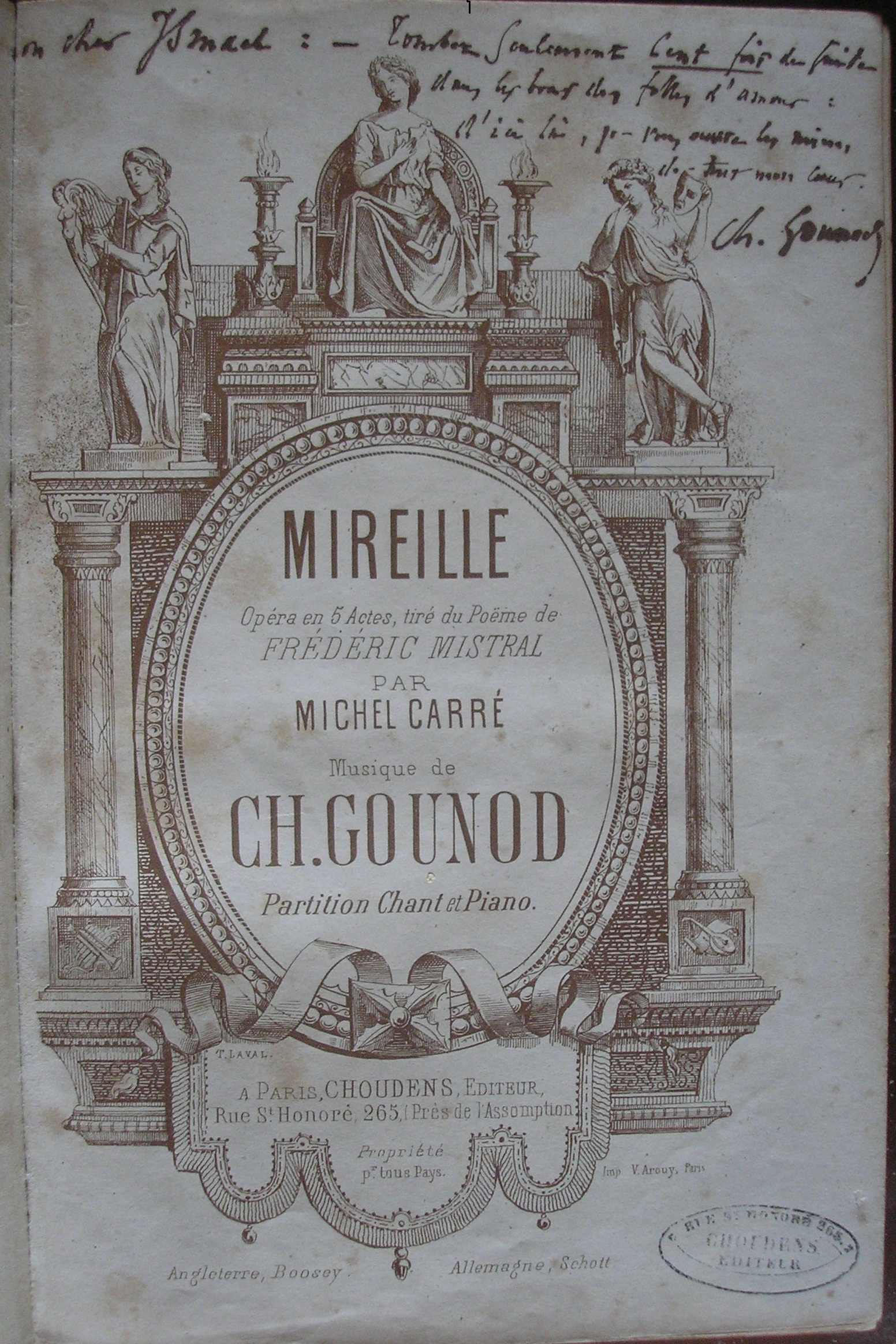
Partition de Mireille (1864), dédicacée à Ismaël par Gounod
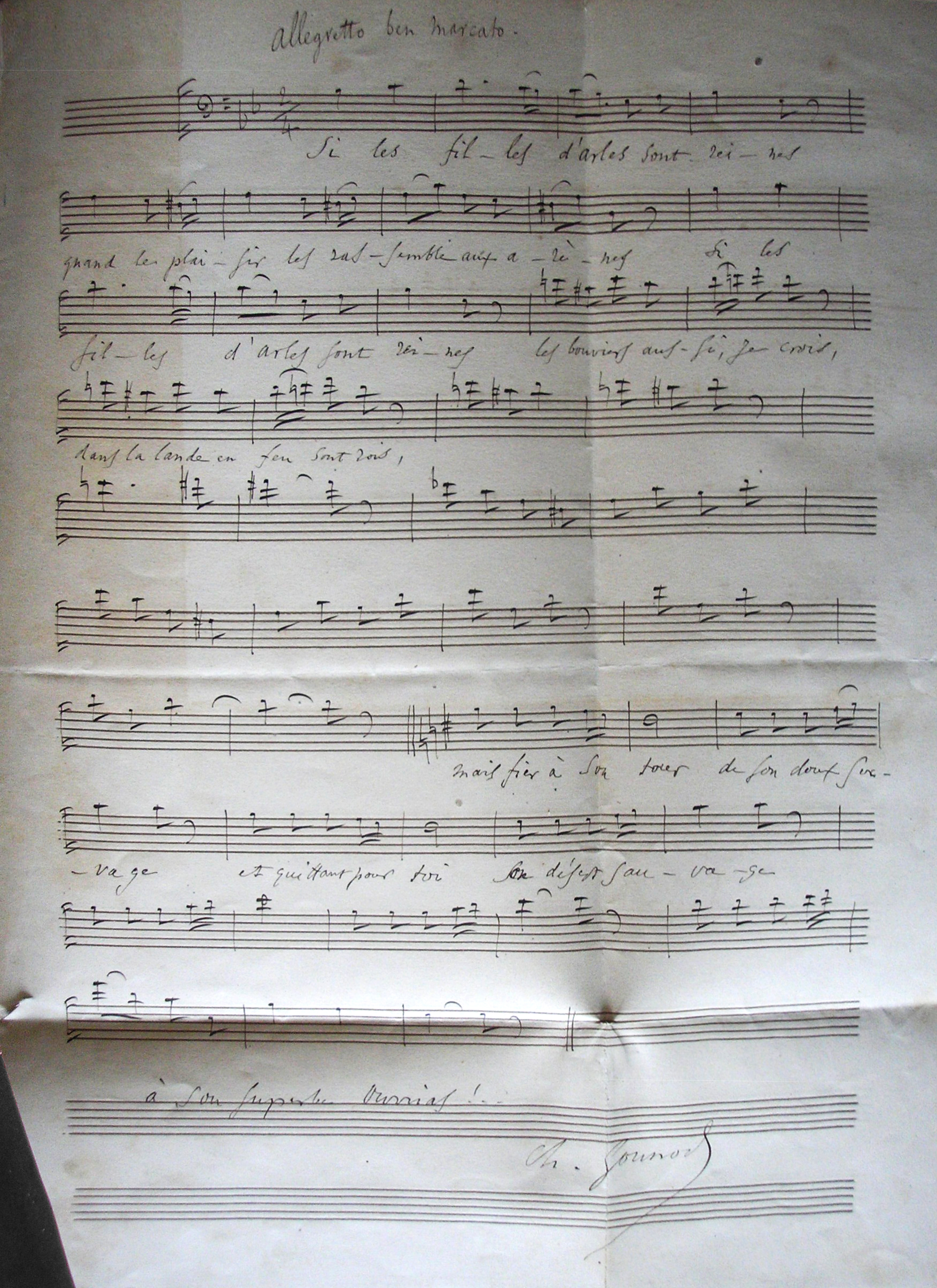
Air d'Ourrias dédicacé à Ismaël par Gounod
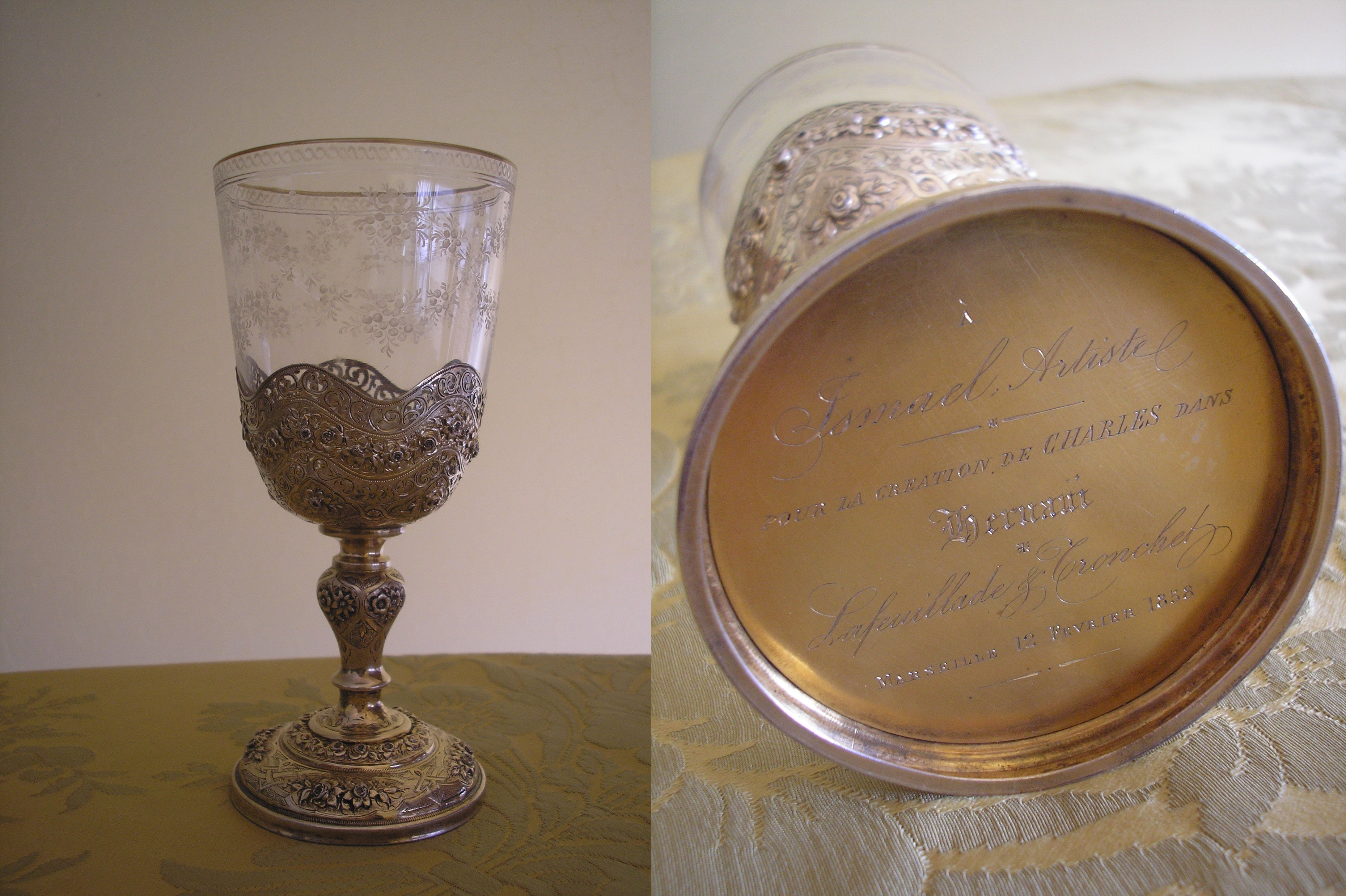
Coupe en vermeil et cristal offerte à Ismaël en 1858

Il est enfin très probable qu’Ismaël, comme de nombreux musiciens, ait été franc-maçon. En effet, les « trois points » figurent sur sa signature de 1862. Il possédait par ailleurs une épée de loge, reproduite ci-dessous, mais surtout, il existe une photo donnée à Ismaël par un autre artiste, Forest, dont la dédicace est clairement maçonnique.

Franc-maçonnerie : épée de loge et dédicace de Forest
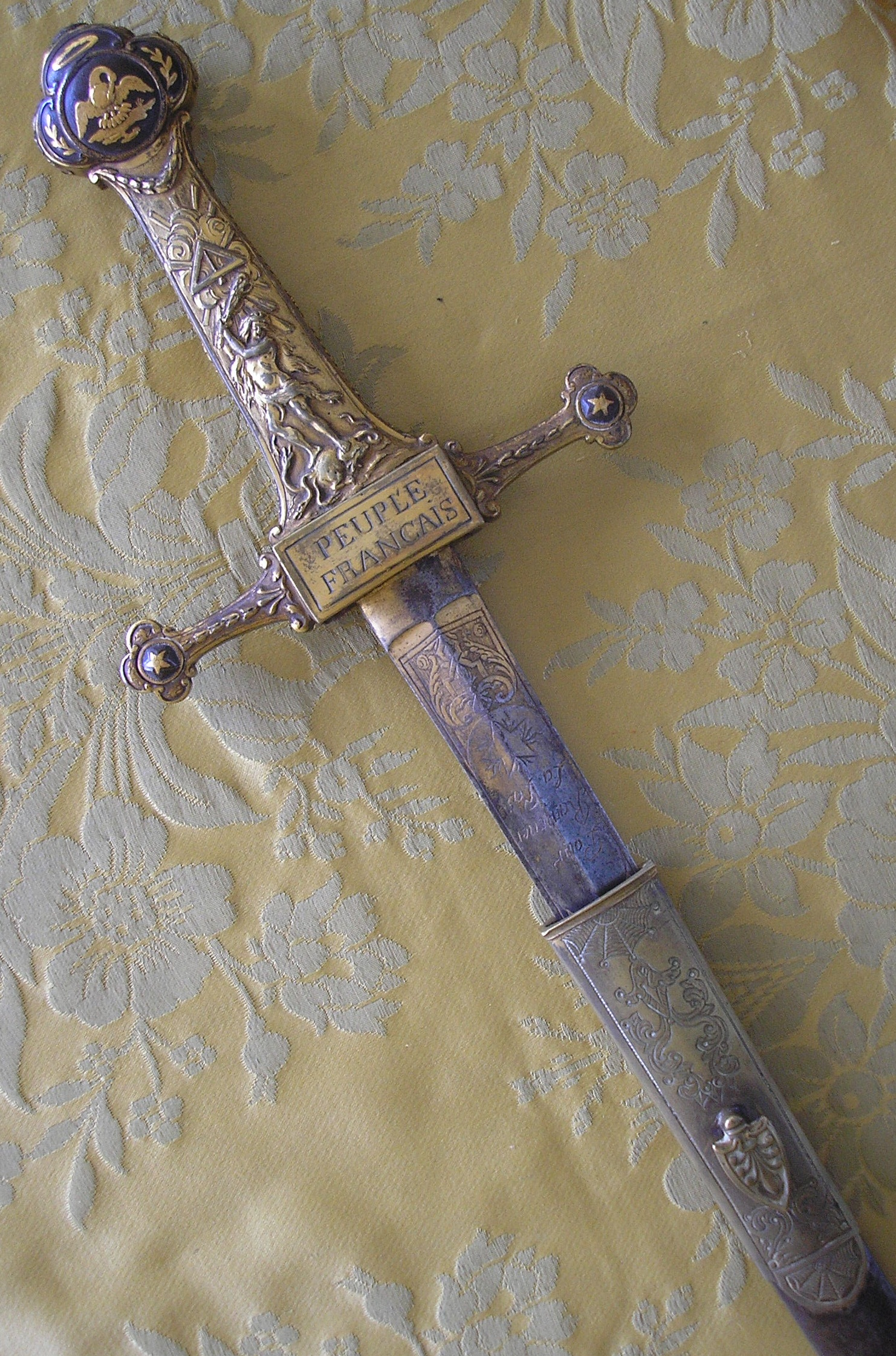
Épée de loge d’Ismaël
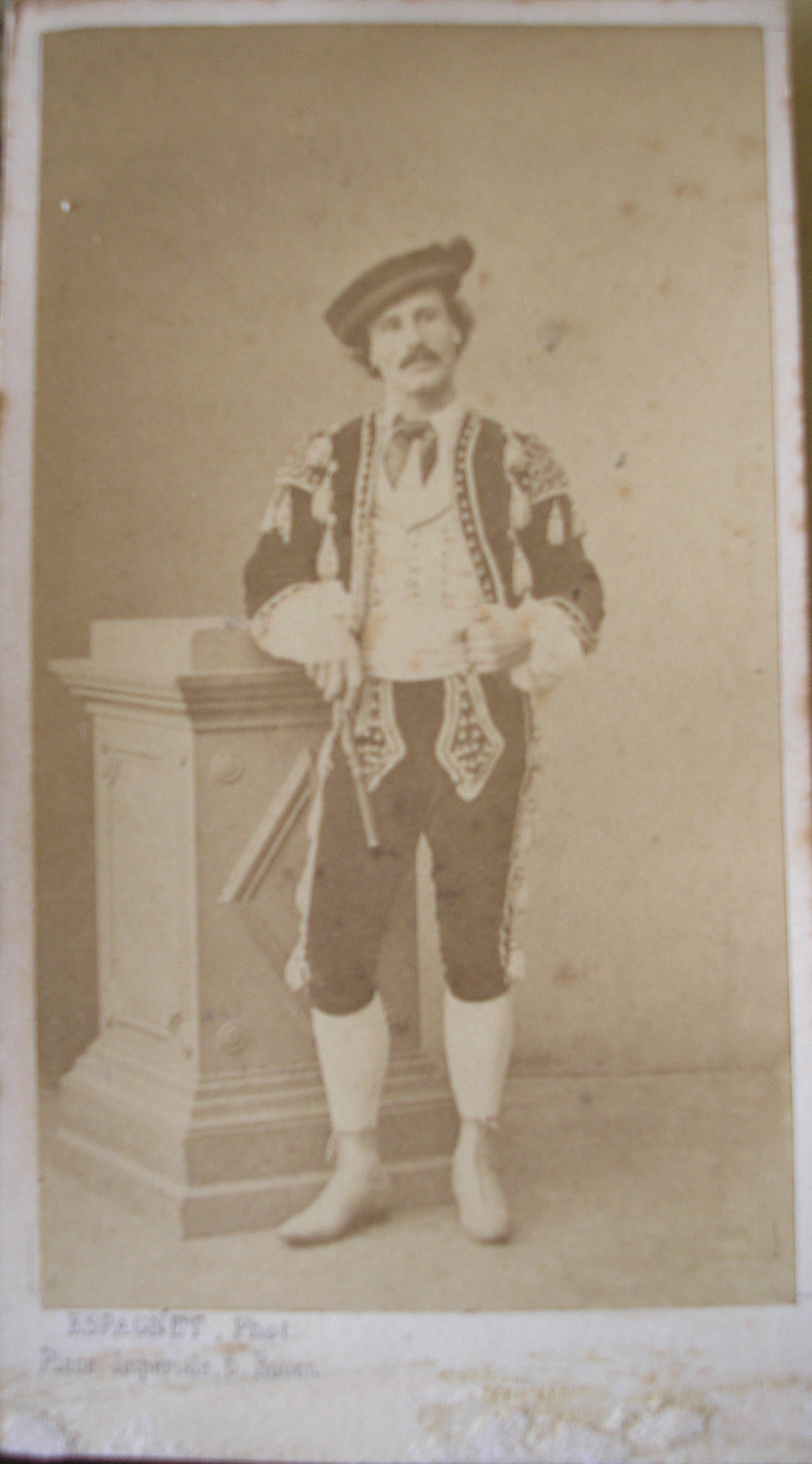
Photographie de Espagnet, dédicacée par Forest, Rouen, 1863
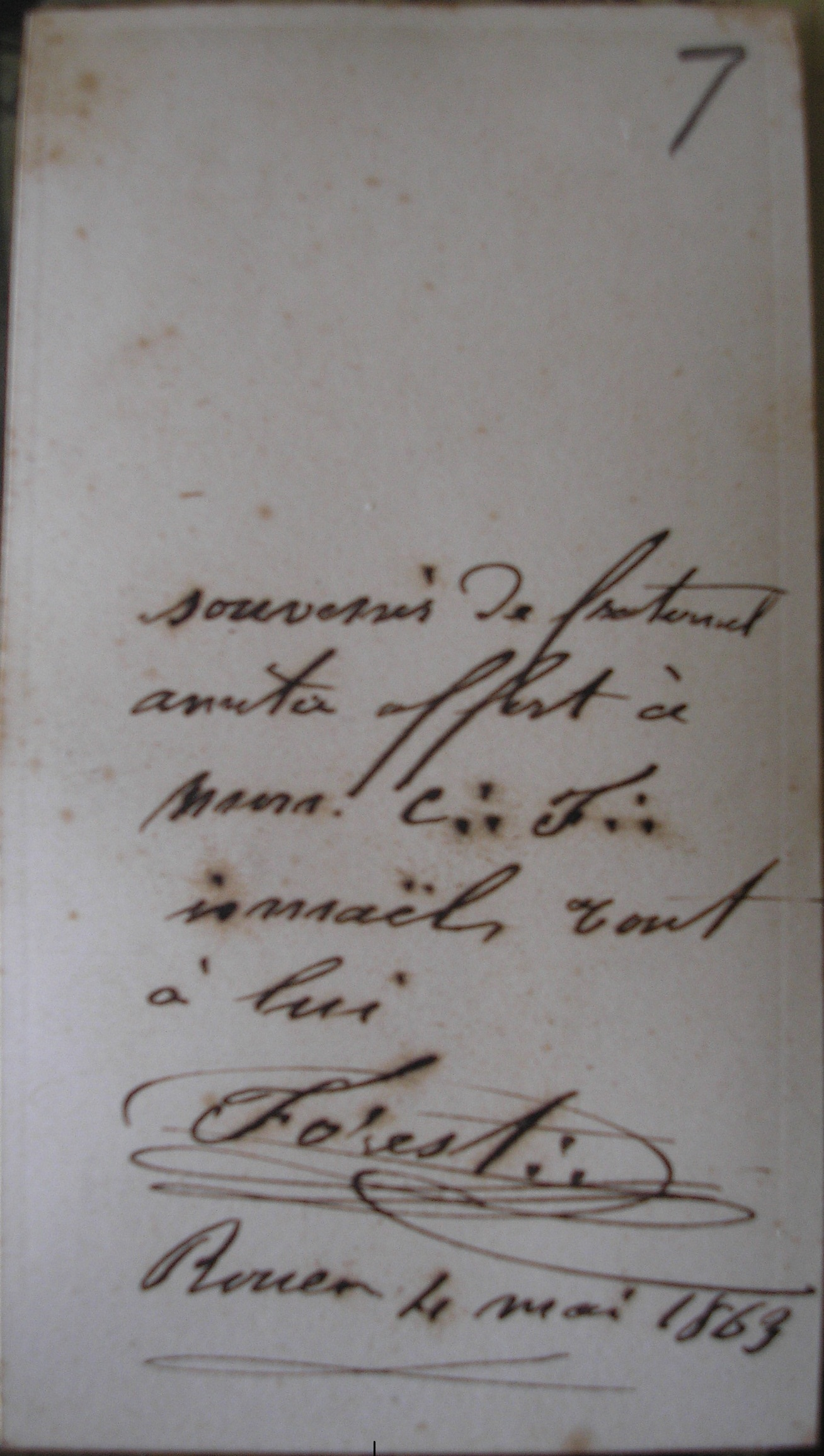
Verso de la photo, avec une dédicace maçonnique

### Enseignement
Une brève de Paul Ferry dans La Comédie, à propos de la basse Comte, indique qu’Ismaël avait entrepris l’enseignement du chant dès la fin des années 1860. Ensuite, à partir de sa nomination comme professeur au Conservatoire de Paris, Jean-Vital Jammes n'abandonna jamais l'enseignement de son art, qu'il pratiqua à Marseille plus tard, en cours particuliers. Parmi ses élèves, outre Marie Garcin (son épouse), on compte Mlle Larochelle (devenue Mme Gally-Larochelle), Mlle Alphonsine Richard (de l'Opéra), Mlle Vergin et MM. Amphoux, Callamand, Couturier, Delvoye, Gaidan, Gally, Manoury et Verguet.
Pour la classe d'Ismaël au Conservatoire, en 1874, à la séance du 25 juillet, MM. Couturier, Dieu, Gally, Manoury, Vergnet reçoivent une récompense. D'autre part, Le Gaulois parle de Mlle Bode en 1875 (hors Conservatoire). En juillet 1875, sur huit candidats (quatre hommes et quatre femmes) présentés aux examens du Conservatoire, quatre (Couturier, Gally, Queulain et Mlle Vergin) sont primés. En 1876, c’est au tour de MM. Demasy, Fürst, Queulain, Mlles Baron, Puisais, Richard.
D'après Adolphe Bitard, treize de ses quatorze élèves du Conservatoire avaient tenté de protester contre sa révocation début 1877. En juin 1877, à l'église Notre-Dame de Pontoise, six élèves ou anciens élèves d’Ismaël chantent une messe pour la Première communion de son fils : Mme P…, Mlle Garcin, MM. Comte, Eymard, Giraud et Gally. A. de Saint Albin, dans Le Figaro, parle en 1879 de Mlle Lucie Bloch.
D'autre part, Jules Huret et Arnold Mortier citent Max Bouvet de l'Opéra-Comique en 1882. En 1893, Marseille-artiste publie une biographie du baryton Herman Devriès, autre élève d'Ismaël. Enfin, Jules Martin cite également Francine Labanque, dite Mlle Decroza.

Photos dédicacées à Ismaël par ses élèves
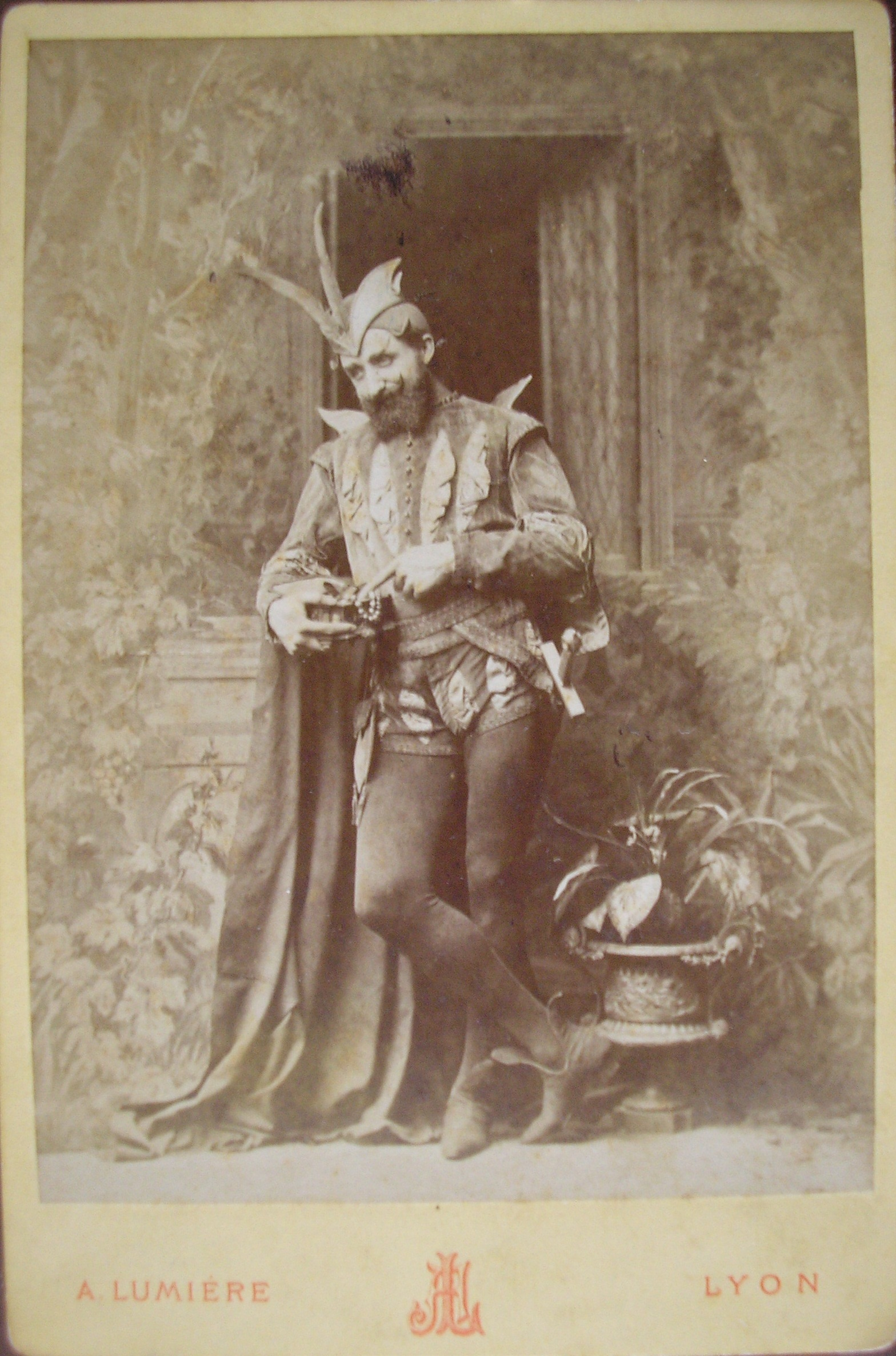
Comte, vers 1880
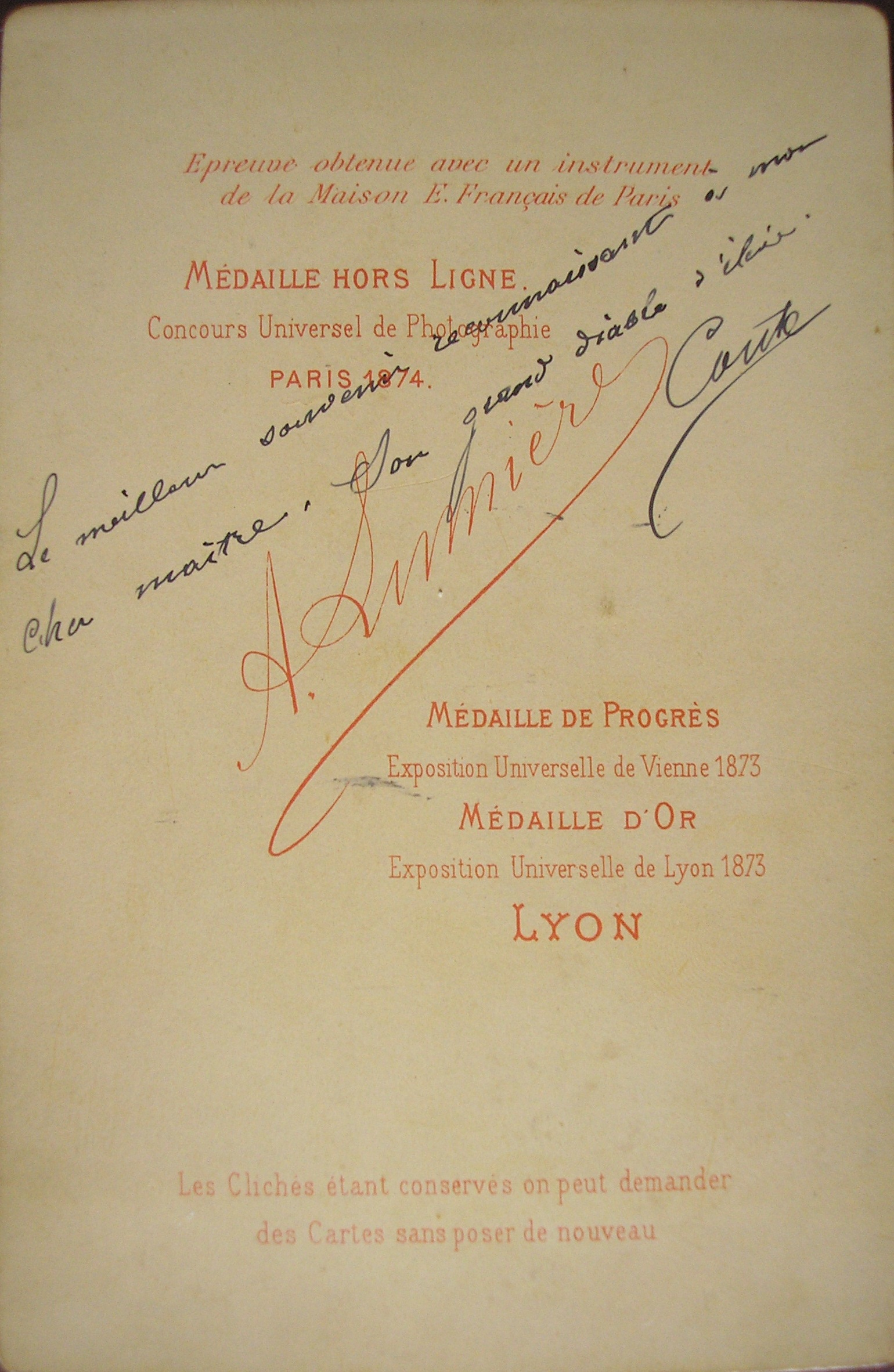
Dédicace de Comte (verso)
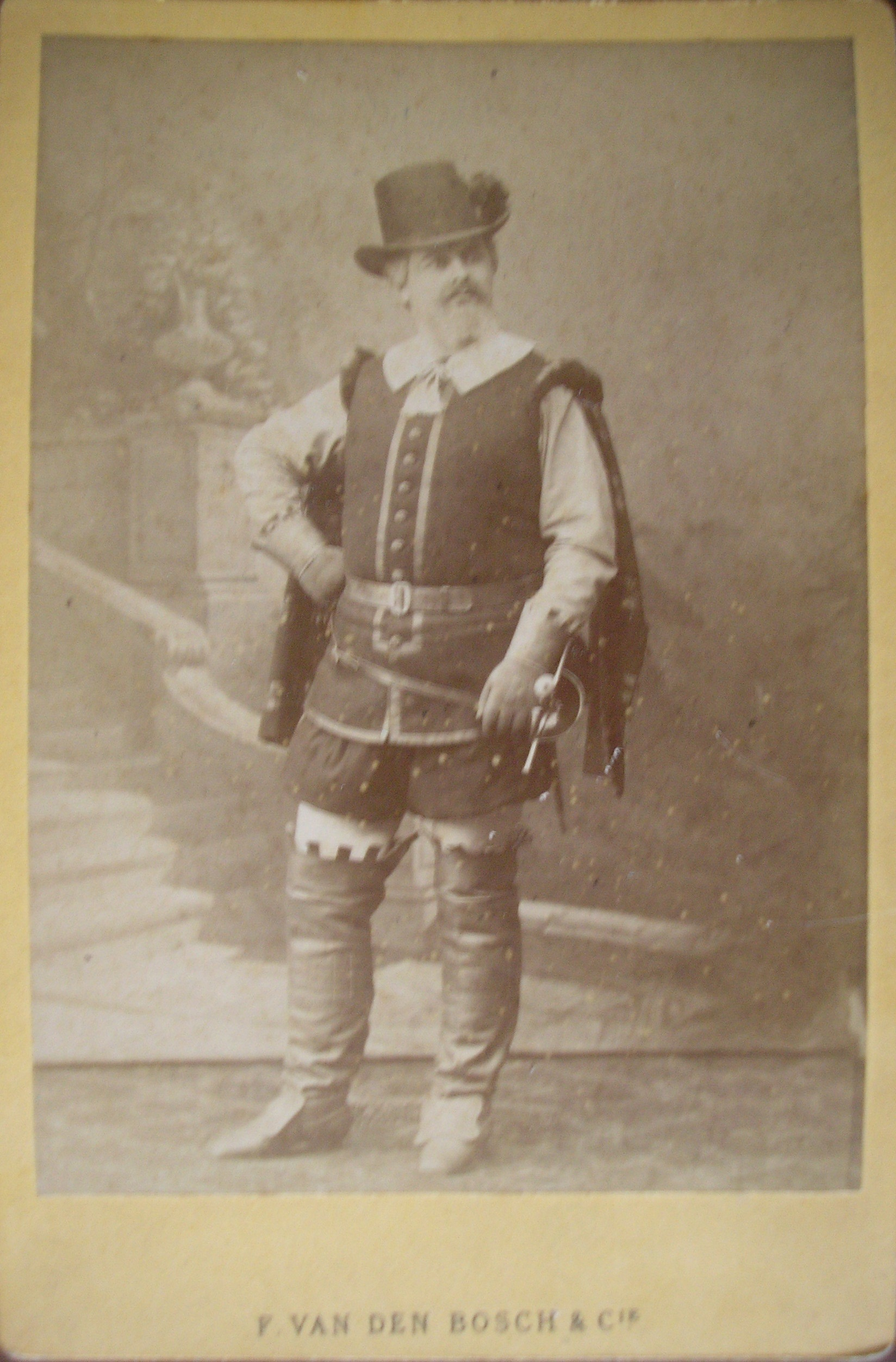
Gally, Bordeaux 1877
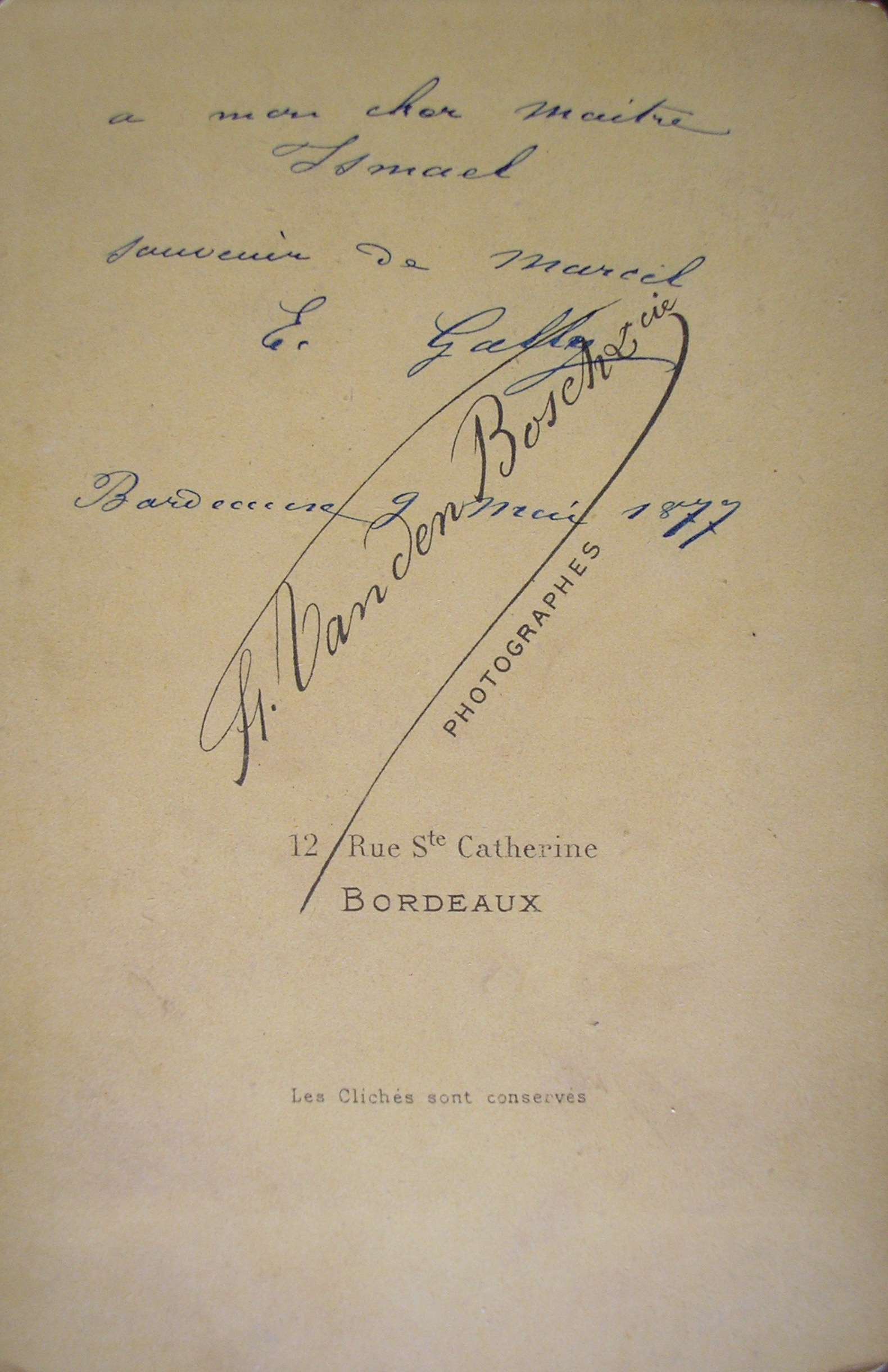
Dédicace de Gally (verso)

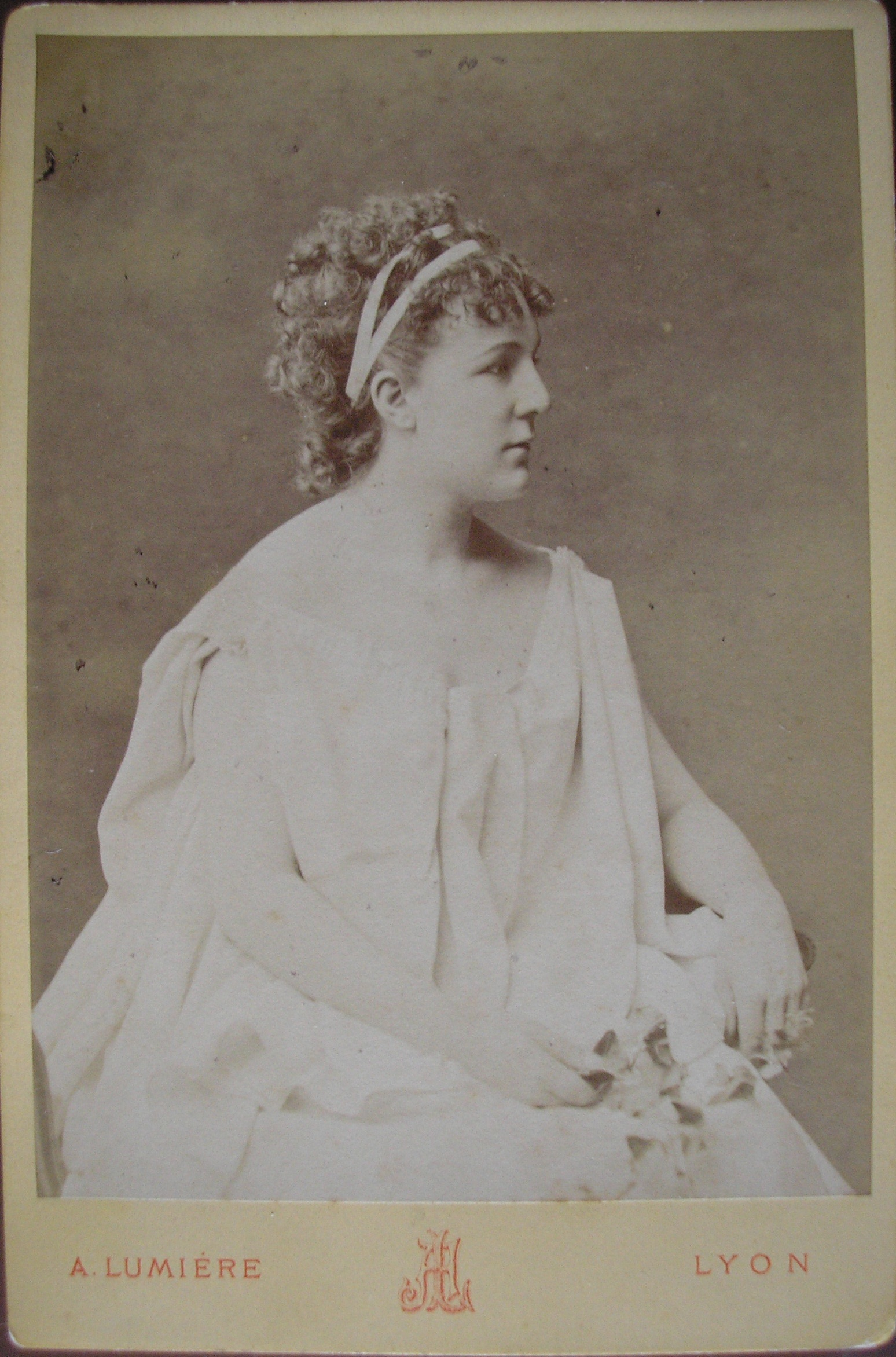
Mlle Larochelle (épouse Gally), Paris 1877
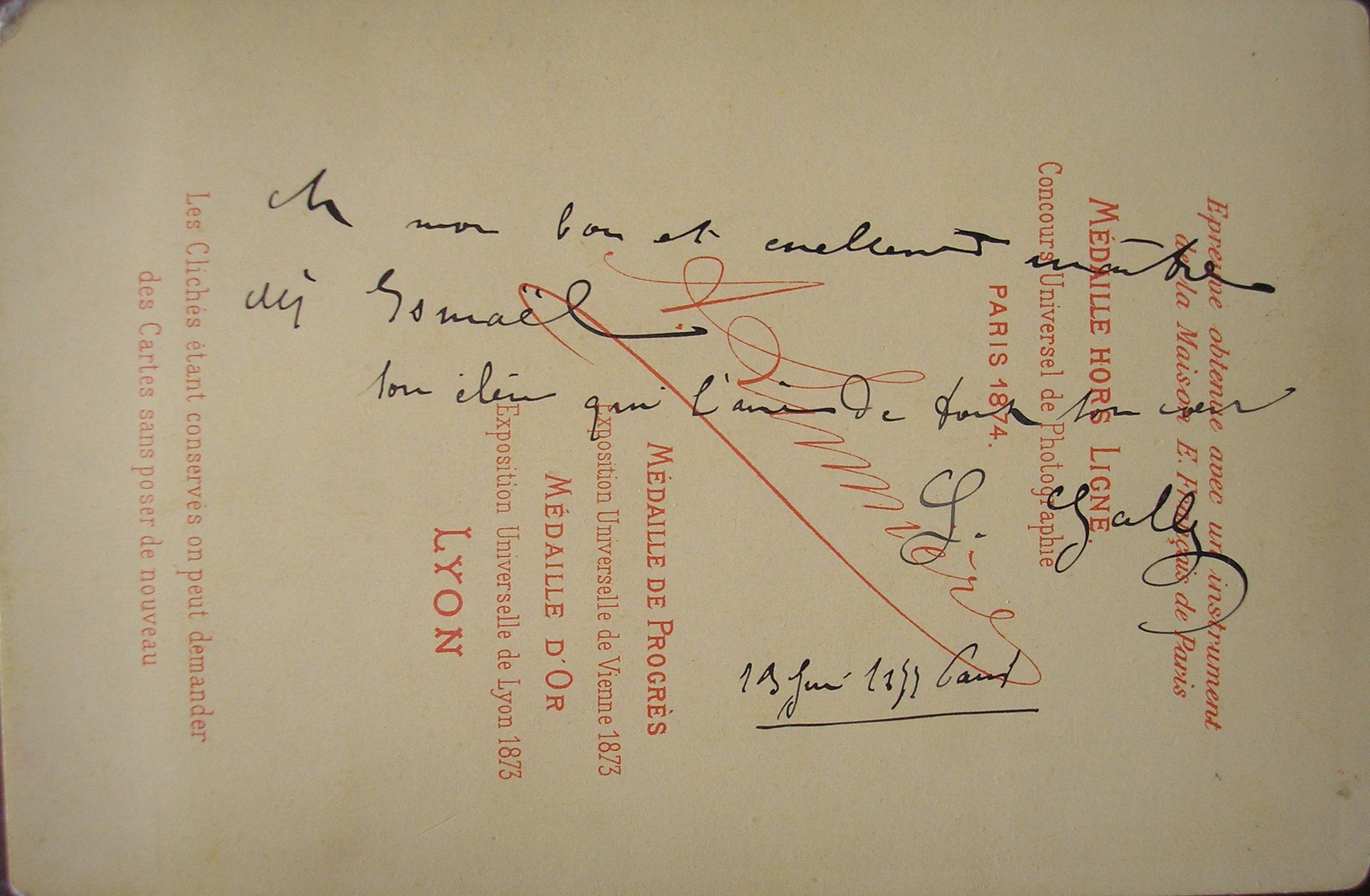
Dédicace de Mlle Larochelle (verso)
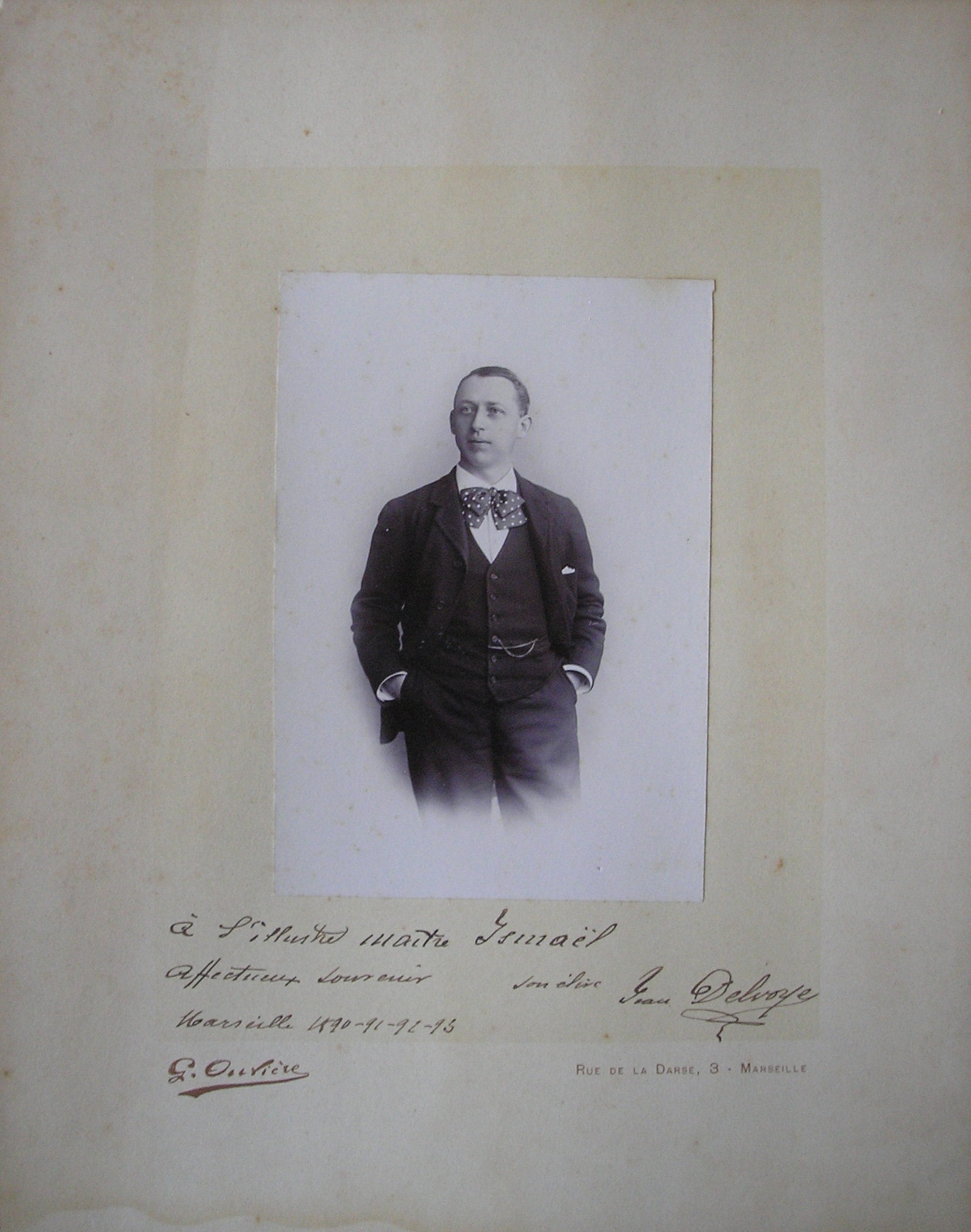
Photographie de Jean Delvoye par Ouvière, dédicacée à Ismaël, vers 1893

## Style vocal et esthétique

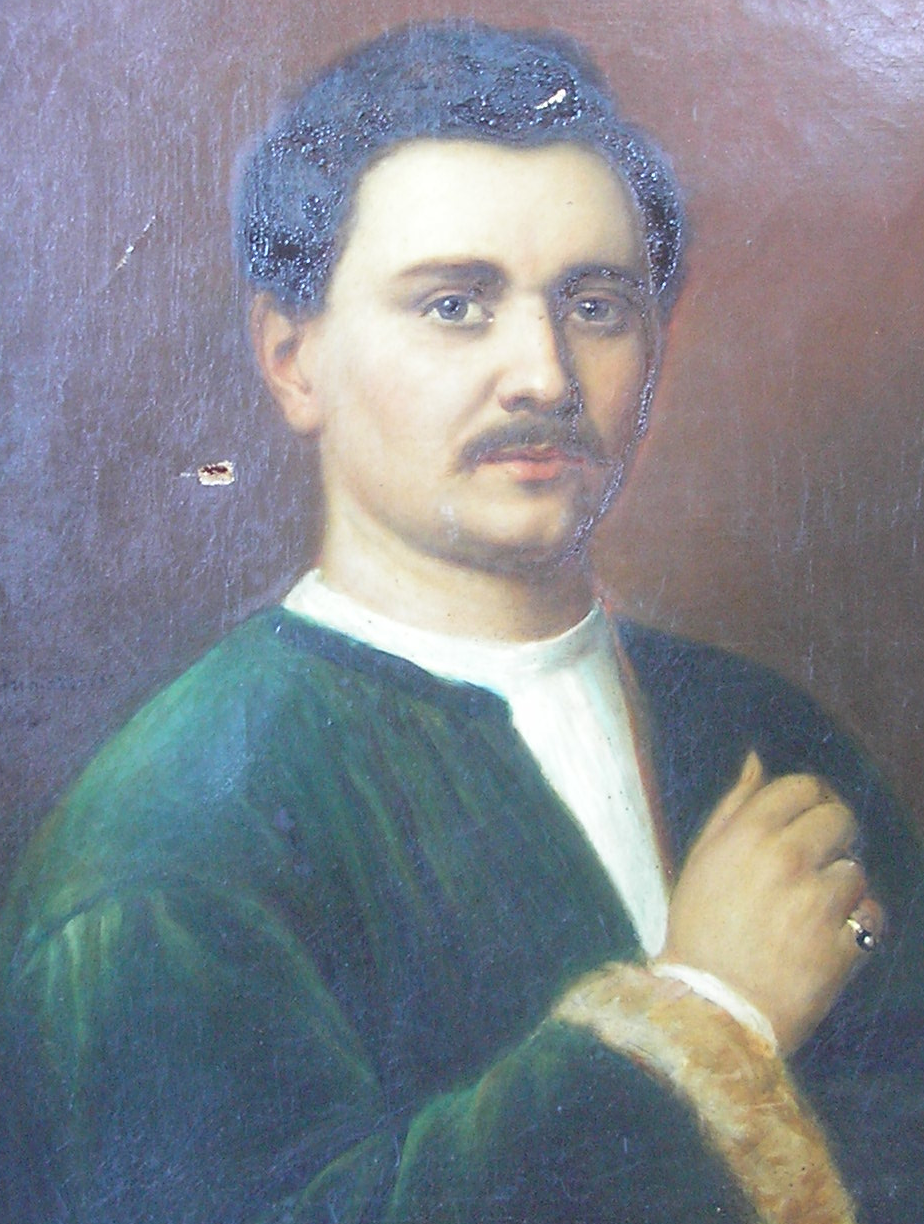
Portrait de Jean-Vital Jammes jeune (huile sur toile endommagée, date inconnue)

On ne dispose pas d'enregistrements de la voix de Jammes (bien qu'il soit mort quelques années après l'invention de l'enregistrement sonore), ni de photographies sur scène. Sa première photo posée connue est le portrait d'Étienne Carjat ci-contre (début des années 1860). On peut toutefois se faire une idée de sa voix à partir des nombreux témoignages et critiques de ses contemporains, souvent très détaillés. Selon les multiples biographies et nécrologies parues dans les journaux français, il était à la fois un « comédien inspiré » - excellant dans les rôles de caractère - et un chanteur « à la voix puissante et agile », « un peu cuivrée ». Il travaillait énormément ses rôles, de façon à leur apporter une empreinte originale quand il s'agissait de reprises,,,,. Selon Adolphe Bitard enfin, « [il] fit preuve, dès le début, de grandes qualités de chanteur et de comédien ; il avait une voix sympathique, joignant à un grand sentiment pathétique la mesure convenable de verve comique. »

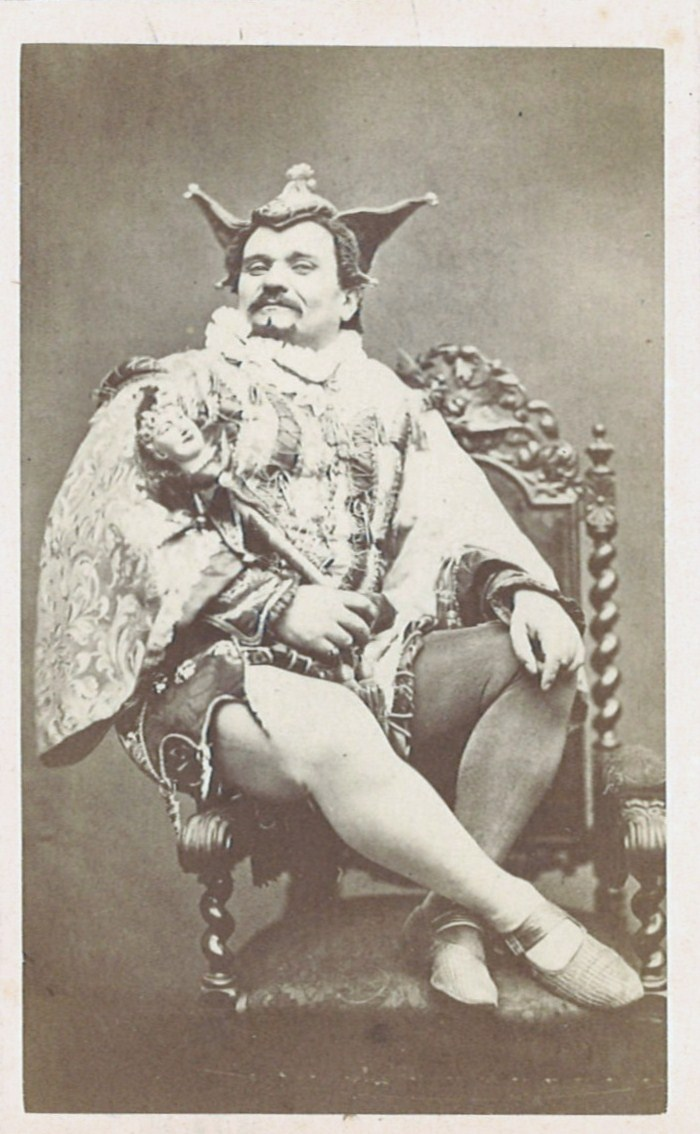
Photo d'Ismaël en Rigoletto (Portrait d'Étienne Carjat, vers 1865)

Parmi les critiques plus développées, Jacques Ismardon note à propos de Bruxelles en 1861 : 

« En effet, Ismaël était en proie au « trac » le plus épouvantable, en dépit de ses succès antérieurs – malgré ses qualités si rares, si variées et son extraordinaire souplesse ; qui firent de lui l’un des plus remarquables artistes de son époque, un chanteur capable de faire valoir, à un égal degré, les beautés du drame lyrique et les spirituelles finesses de l’opéra-comique. »

En 1863, Jules-Auguste écrit dans un article de La Comédie sur le Théâtre Lyrique : 

« M. Ismaël est un baryton complet. Son talent consommé de musicien et de comédien se révèle dans chacun des personnages qu’il est chargé d‘interpréter ; sa voix mâle est énergique et parfaitement accentuée ; il sait la gouverner ; autrement dit, il chante avec âme, avec ampleur, avec méthode, et phrase merveilleusement. J’ajouterai que peu de chanteurs possèdent une prononciation si nette, si distinguée. Les paroles arrivent à l’oreille du public non seulement avec toutes les syllabes, mais aussi portant avec elles leur véritable sens affectif. Ismaël est le lien de notre troupe lyrique. Toutes ces qualités lui assurent une brillante position à Paris. M. Villefroy est la doublure d’Ismaël, mais une doublure bien légère. M. Villefroy est à Ismaël ce que la lune est au soleil, la nuit au jour. »

 Enfin, plusieurs années plus tard, en 1876, Ch. de Senneville dira dans La Comédie : 

« … un artiste de tempérament, possédant au même degré la conviction réelle et le sentiment dramatique. Chanteur et comédien consommé, diction chaude et pénétrante, son organe est sonore, métallique et nerveux. Le timbre de sa voix, pénètre doucement au fond de l’âme et réjouit intérieurement, on reconnaît en lui une éducation musicale très-sérieuse, servie par un talent réel, plein de force et d’énergie ; sa vocalisation qui rayonne sans efforts a parfois la suavité d’une chanteuse légère. … Je me souviens encore de sa remarquable création de Rigoletto … Quels applaudissements frénétiques ! quels vivats ! quel délire surtout, à ce quatrième acte de la folie, qui restera comme l’une des plus belles créations d’Ismaël. L’artiste sut donner à ce rôle écrasant un tel relief, une telle puissance qu’il, contrebalança, en quelque sorte, le triomphe du compositeur. Il y fut idéalement beau. »

Au cours de sa longue carrière, Ismaël a créé de multiples opéras et opérettes. Son rôle le plus célèbre est cependant la reprise de Rigoletto. Le critique musical Adolphe Jullien en parle encore dans Le Journal des débats en 1921. En 2014 encore, il arrive parfois qu'un conférencier érudit évoque les mânes d'Ismaël.

## Carrière

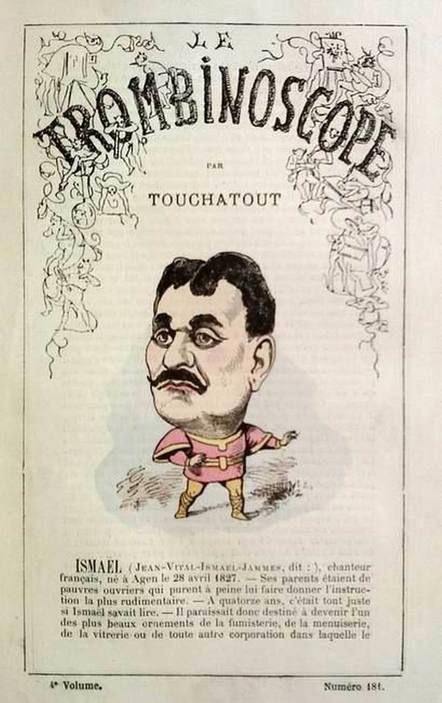
Caricature d'Ismaël dans Le Trombinoscope (1875)

### Débuts

#### Saint-Étienne (1845)
- Max dans Le Chalet d'Adolphe Adam, juillet 1845 ;
- Lucie de Lammermoor de Gaetano Donizetti, juillet 1845 ;
- le roi dans La Favorite de Gaetano Donizetti, 21 septembre 1845[JTh 5] ;
- Le Puits d’amour de Michael Balfe, 21 novembre 1845[JTh 6].

#### Amiens (1846-1847)
- Lucie de Lammermoor de Gaetano Donizetti, 27 août 1846[FrT 1] ;
- La Juive de Jacques-Fromental Halévy, 27 septembre[FrT 2] et 3 novembre 1846[TrD 5] ;
- Le Barbier de Séville de Gioacchino Rossini, novembre 1846[FrT 3].

#### Orléans (1847)
- Roland de la Bretonnière dans Les Mousquetaires de la reine de Jacques-Fromental Halévy, juin 1847[JTh 7] ;
- Asthon dans Lucie de Lammermoor de Gaetano Donizetti, 26 juin 1847[JTh 8] ;
- Saldorf dans La Fiancée de Daniel-François-Esprit Auber, novembre 1847[JTh 9] ;
- L’Âme en peine de Friedrich von Flotow, novembre 1847 - Bénéfice[JTh 10].

#### Grand-Théâtre de Bordeaux (1848-1850 / 1853-1854)
- Le Barbier de Séville de Gioacchino Rossini, octobre 1848[ADM 2] ;
- Lusignan, roi de Chypre, dans La Reine de Chypre de Jacques Fromental Halévy, novembre 1848[ADM 3] et mars 1850[Evt 4] ;
- Alphonse dans La Favorite de Gaetano Donizetti, décembre 1848[ADM 4], mars 1850[Evt 5] et mai 1850[Evt 6] ;
- Raimbaud, dans Le Comte Ory, de Gioacchino Rossini, janvier 1850[Evt 7] ;
- Lejoyeux dans Le Val d’Andorre de Jacques-Fromental Halévy, février 1850[Evt 8] ;
- Le comte de Nevers dans Les Huguenots de Giacomo Meyerbeer, mars 1850[Evt 9] ;
- Asthon dans Lucie de Lammermoor de Gaetano Donizetti, avril 1850[Evt 10] ;
- Charles VI dans Charles VI de Jacques Fromental Halévy, avril 1850[N 5],[Evt 3] ;
- le comte de Toulouse dans Jérusalem de Giuseppe Verdi, avril 1850[Evt 11] ;
- Asthon dans Lucie de Lammermoor de Gaetano Donizetti, 10 juillet 1853 - Premiers débuts[Evt 12] ;
- Barnabé dans Le Maître de chapelle de Ferdinando Paër, 14 juillet 1853 - Troisièmes débuts[Evt 13].

#### Perpignan (1851)
- Michel dans Le Caïd d’Ambroise Thomas, février 1851[N 32],[ADM 5].

#### Béziers (1851)
- Concert, Signal d’orage de Henrion, Compositor Italiano de Clapisson, mai 1851[N 33],[ADM 1].

### Succès en province

#### Grand-Théâtre de Lyon (1851-1853 / 1860-1861)
- Lucie de Lammermoor de Gaetano Donizetti, août 1851 - Débuts[Evt 2] ;
- Jean Chouan dans Le Vendéen de N. Louis, novembre 1851[N 34],[Evt 14] ;
- un anabaptiste dans Le Prophète de Giacomo Meyerbeer, février 1852[N 35],[Rgm 1] et octobre 1852[Rgm 2] ;
- Alphonse dans La Favorite de Gaetano Donizetti, janvier 1853[AVv 3] ;
- Si j’étais roi d’Adolphe Adam, mars 1853[AVv 4] ;
- Les Huguenots de Giacomo Meyerbeer, avril 1853[N 6],[AVv 1] ;
- Robert le Diable de Giacomo Meyerbeer, avril 1853[N 6],[N 36],[AVv 1] ;
- Guillaume Tell de Gioacchino Rossini, avril 1853[N 6],[AVv 1] ;
- Guillaume Tell de Gioacchino Rossini, septembre 1860 - Débuts[AVv 5] ;
- Le Maître de chapelle de Ferdinando Paër, septembre 1860 - Deuxièmes débuts[EnL 2] ;
- Les Huguenots de Giacomo Meyerbeer, septembre 1860 - Troisièmes débuts[AVv 6],[EnL 2] ;
- Hoël dans Le Pardon de Ploërmel, de Giacomo Meyerbeer, février 1861[EnL 3] ;
- Les Huguenots de Giacomo Meyerbeer, mars 1861[EnL 4] ;
- Faust de Charles Gounod, 1860-1861[EnL 1].

#### Grand-Théâtre de Marseille (1854-1860 / 1868-1869 / 1882)

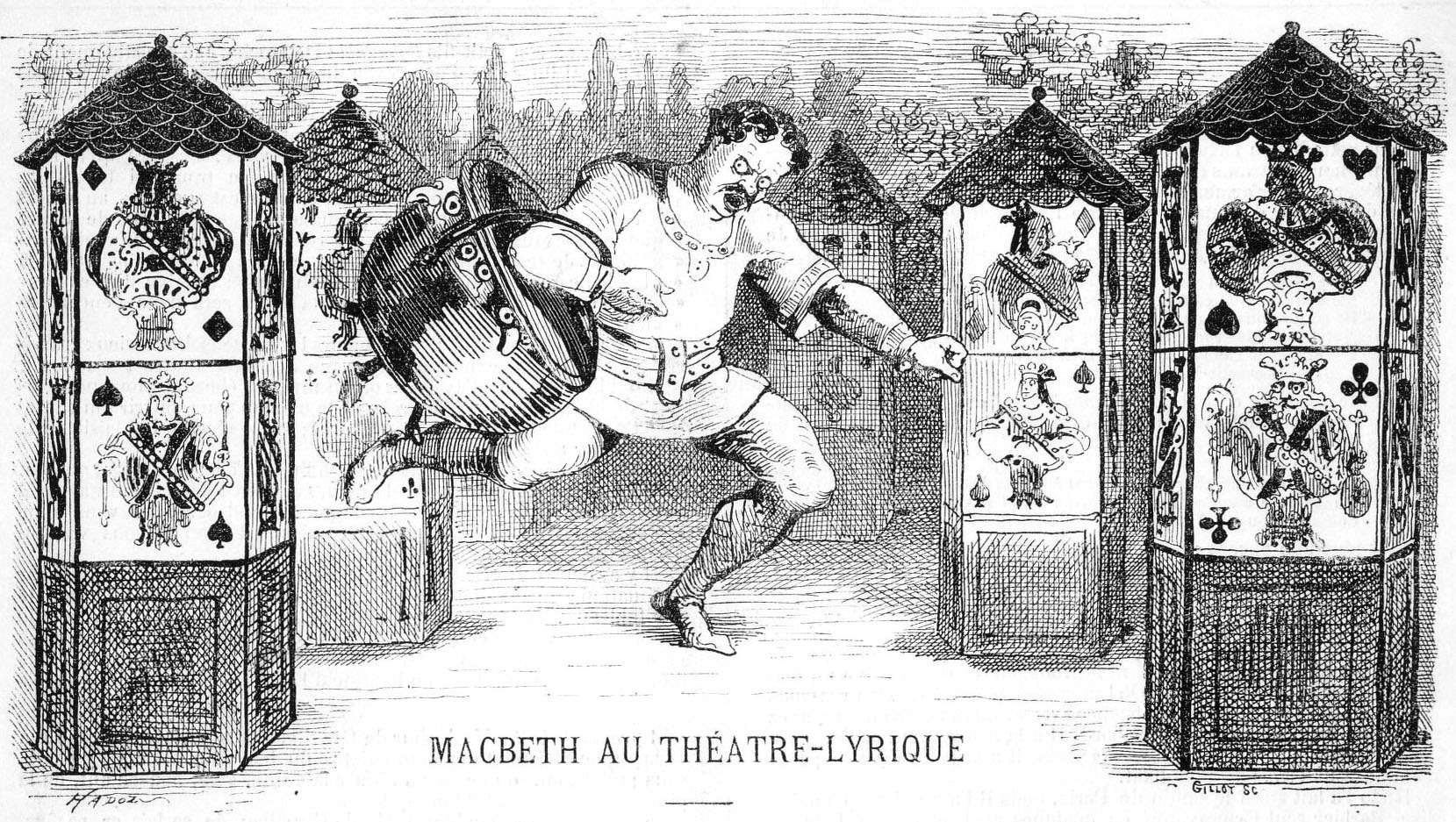
Caricature d'Ismaël en Macbeth (1865)

Ismaël chanta à Marseille pour la première fois en 1854. Le Grand-Théâtre (ou salle Beauveau) était alors sous la seconde direction Provini. Il y resta pendant six saisons consécutives dans les œuvres suivantes :
- Gritzenko dans L'Étoile du Nord de Giacomo Meyerbeer, 30 décembre 1854[N 38],[Hgm 1] et mai 1856[AMe 3] ;
- Bonsoir voisin de Ferdinand Poise, 8 janvier 1855 ;
- La Promise de Louis Clapisson, 9 mars 1855 ;
- Léonore de Médicis de Salvatore Agnelli, Grand-Théâtre de Marseille, 23 mai 1855 - Création[N 39],[Hgm 1] ;
- Lucie de Lammermoor de Gaetano Donizetti, 3 septembre 1855[Men 3] ;
- Le Chien du jardinier d'Albert Grisar, 21 octobre 1855 ;
- Les Sabots de la marquise d'Ernest Boulanger, 21 novembre 1855 ;
- Linda di Chamounix de Gaetano Donizetti, 17 décembre 1855 ;
- le comte de Luna dans Le Trouvère de Giuseppe Verdi, 22 février 1856 ;
- Le Maître de chapelle de Ferdinando Paër, 1er mai 1856[AMe 4] ;
- La Favorite de Gaetano Donizetti, septembre 1856[AMe 5] ;
- Les Huguenots de Giacomo Meyerbeer, septembre 1856[AMe 5] ;
- Si j’étais roi d’Adolphe Adam, 26 octobre 1856[AMe 6] ;
- Le Prophète de Giacomo Meyerbeer, 4 novembre 1856[AMe 7] ;
- Le Barbier de Séville de Gioacchino Rossini, 16 novembre 1856[AMe 8] ;
- Concert de Camillo Sivori, novembre 1856[AMe 9] ;
- Israël Bontucci dans Marino Faliero de Gaetano Donizetti, 14 mars 1857[Hgm 2] ;
- Charles V dans Ernani de Giuseppe Verdi, 12 février 1858 ;
- Marco Spada de Daniel-François-Esprit Auber, 14 avril 1858 ;
- Maître Pathelin de François Bazin, 12 novembre 1858 ;
- Martha de Friedrich von Flotow, 15 décembre 1858 ;
- le sergent Belamy dans Les Dragons de Villars de Louis-Aimé Maillart, 21 janvier 1859 ;
- Le Médecin malgré lui de Charles Gounod, 7 mars 1859 ;
- Quentin Durward de François-Auguste Gevaert, 15 novembre 1859 ;
- Jaguarita l'Indienne (en) de Jacques-Fromental Halévy, 6 février 1860 ;
- le duc de Gelstein dans Le Jugement de Dieu d’Auguste Morel, Grand-Théâtre de Marseille, 7 mars 1860[N 40],[Men 4] - Création ;
- rôle-titre dans Rigoletto de Giuseppe Verdi, 12 mai 1860[Hgm 3] ;
- Pietro dans La Muette de Portici de Daniel-François-Esprit Auber, 20 janvier 1868 - Débuts[FrM 2],[Hgm 4] ;
- Guillaume Tell de Gioacchino Rossini, 20 janvier 1868[FrM 2],[Hgm 4] ;
- Les Vêpres siciliennes de Giuseppe Verdi, 26 mai 1868[Hgm 5] ;
- Le Maître de chapelle de Ferdinando Paër, octobre 1868[FrM 3] ;
- Crispino e la comare de Federico Ricci et Luigi Ricci, mars 1869[Rid 1] ;
- Renato dans Le Bal masqué de Giuseppe Verdi, mars 1869[Rid 2] ;
- Wilfride de Ferdinand Ginouvès, Grand-Théâtre de Marseille, 8 avril 1869 - Création[Rid 3] ;
- Quirino dans l’Aventurier de Joseph Poniatowski, avril 1869[Rid 4] ;
- Si j’étais roi d’Adolphe Adam, mai 1869[Rid 5] ;
- le docteur Mirouet dans L’Ombre de Friedrich von Flotow, mars 1882[18].

#### Aix-en-Provence (1855-1856)
- Lucie de Lammermoor de Gaetano Donizetti, 13 novembre 1855 ;
- Si j’étais roi d’Adolphe Adam, fin 1855-début 1856.

Sources : Fortuné, op. cit., sauf précision contraire.

#### Théâtre de la Monnaie, Bruxelles (1861-1862)
- Le Trouvère de Giuseppe Verdi ;
- Le Barbier de Séville de Gioacchino Rossini ;
- Guillaume Tell de Gioacchino Rossini ;
- Faust de Charles Gounod ;
- Maître Claude de Jules Cohen, mai 1862[N 41],[Men 5].

Sources : Ismardon, op. cit., sauf précision contraire.

#### Théâtre des Arts de Rouen (1862-1863)

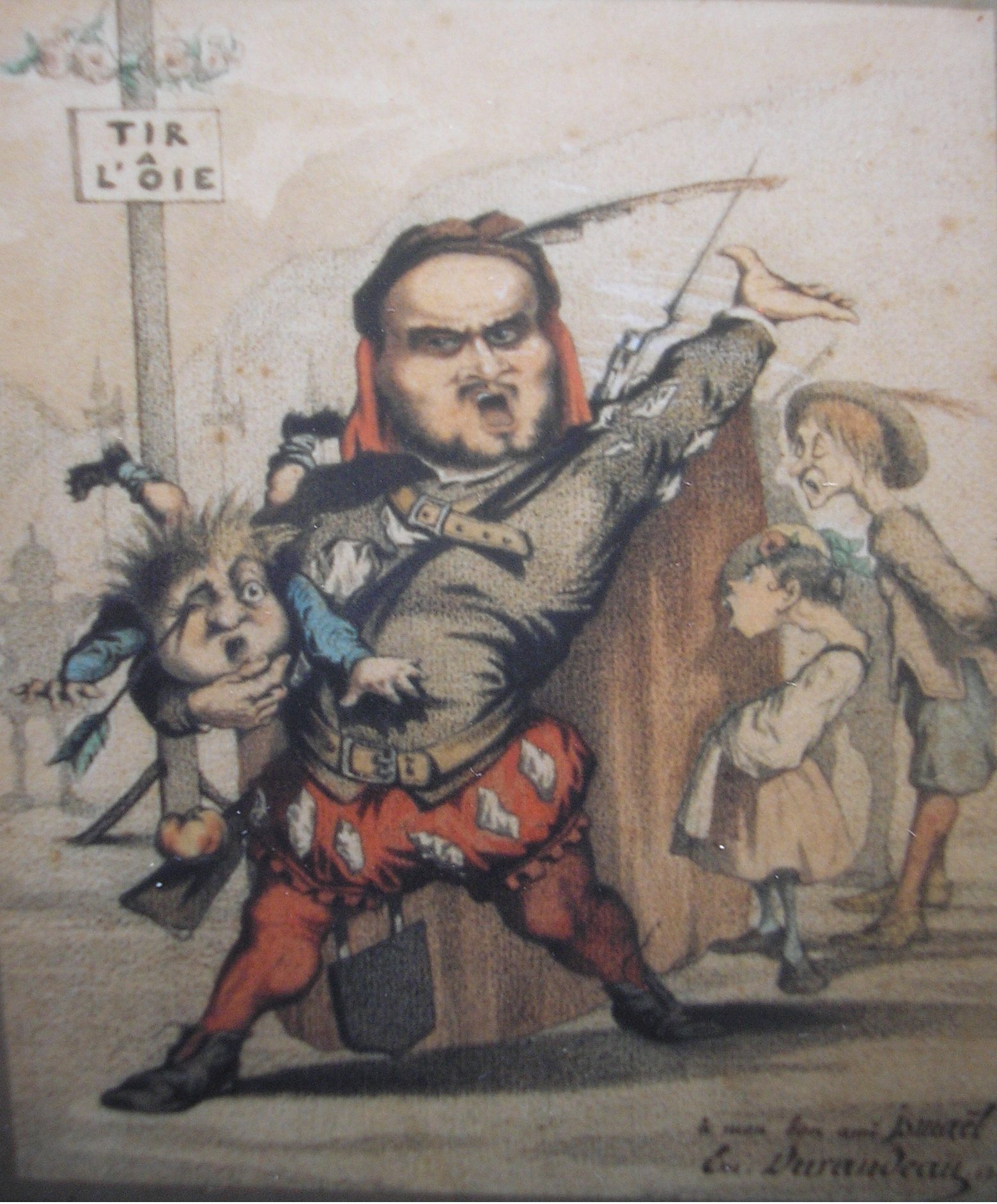
Caricature d'Ismaël en Guillaume Tell par Émile Durandeau (date inconnue)

- Guillaume Tell de Gioacchino Rossini, 15 septembre 1862 ;
- Le Barbier de Séville de Gioacchino Rossini ;
- Lucie de Lammermoor de Gaetano Donizetti, 18 septembre 1862 ;
- Les Dragons de Villars de Louis-Aimé Maillart ;
- Le Trouvère de Giuseppe Verdi, fin 1862 ;
- Rigoletto de Giuseppe Verdi, 3 décembre 1862 ;
- Si j'étais roi d’Adolphe Adam, début 1863 ;
- La Bohémienne de Michael Balfe[N 42], 1863 ;
- Les Huguenots de Giacomo Meyerbeer, 1863 ;
- Le Bouffe et le Tailleur de Pierre Gaveaux ;
- La Fiancée de Daniel-François-Esprit Auber, 22 mars 1863[20] ;
- un acte de La Servante maîtresse de Jean-Baptiste Pergolèse suivi de Rigoletto de Giuseppe Verdi, 20 mai 1863[N 43] ;
- Ernani de Giuseppe Verdi, 1863 ;
- Lalla Roukh de Félicien David, 1863 ;
- Les Noces de Figaro de Mozart[N 44].

Sources : Le Journal de Rouen, juin 1893, sauf précision contraire.

#### Grand-Théâtre du Havre (1862 / 1866)
- Les Dragons de Villars de Louis-Aimé Maillart, 9 octobre 1862 ;
- premier acte du Barbier de Séville de Gioacchino Rossini suivi du Maître de chapelle de Ferdinando Paër, 9 octobre 1862 ;
- Rigoletto de Giuseppe Verdi, 19 juillet 1866 ;
- Guillaume Tell de Gioacchino Rossini, 23 juillet 1866.

 Sources : Le Courrier du Havre, juin 1893, sauf précision contraire

### Théâtre-Lyrique (1863-1867)
- Zurga dans Les Pêcheurs de perles de Georges Bizet, Théâtre-Lyrique, 30 septembre 1863 - Création ;
- Rigoletto de Giuseppe Verdi, 24 décembre 1863 ;
- Ourrias dans Mireille de Charles Gounod, Théâtre-Lyrique, 19 mars 1864 - Création ;
- Don Pasquale de Gaetano Donizetti, 9 septembre 1864 ;
- Quirino dans L'Aventurier de Joseph Poniatowski, Théâtre-Lyrique, 26 janvier 1865 - Création[N 45] ;
- Les Matelots du Formidable d'Antonine et Henry Perry, salle Beethoven[N 46], 4 avril 1865 - Création[DOp 1],[Rgm 3] ;
- Macbeth de Giuseppe Verdi, 19 avril 1865 ;
- Giaffir dans La Fiancée d'Abydos d'Adrien Barthe, Théâtre-Lyrique, 30 décembre 1865 - Création ;
- Les Joyeuses Commères de Windsor d’Otto Nicolai, 25 mai 1866 ;
- Sganarelle, dans Le Médecin malgré lui de Charles Gounod, septembre 1866[N 9] ;
- rôle-titre dans Cardillac de Lucien Dautresme, Théâtre-Lyrique, 11 décembre 1867 - Création[Pjl 2] ;
- Valentin dans Faust de Charles Gounod, date non précisée[DOp 2].

Sources : Casaglia, op. cit., sauf précision contraire.

### Opéra-Comique (1871-1876)

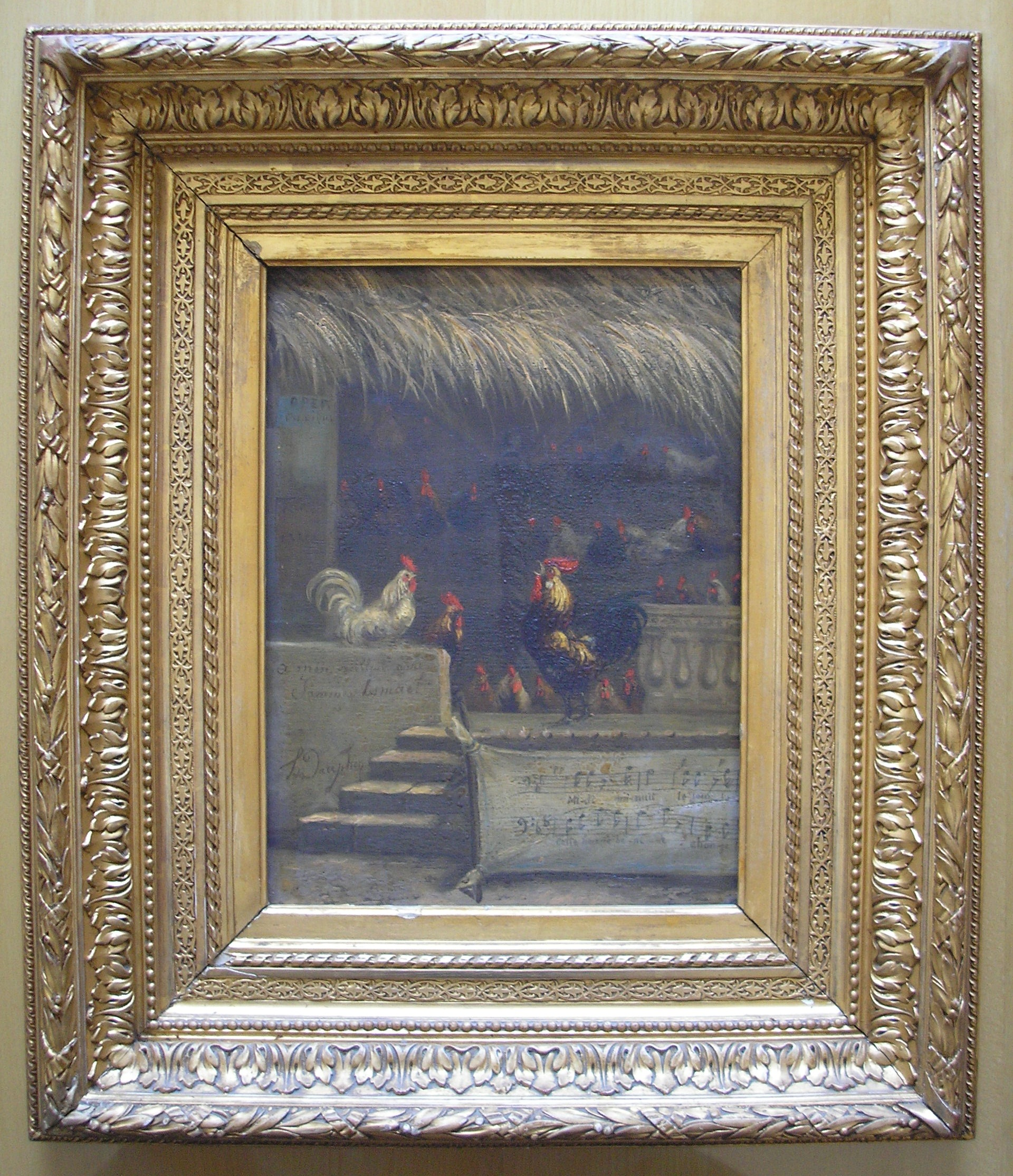
Huile sur bois satirique de Dauphin dédicacée à Ismaël. Dans le poulailler « Opéra-Comique », le coq Ismaël chante Midi, Minuit de L'Ombre, v. 1871-1876.

- L’Ombre de Friedrich von Flotow, 30 septembre 1871[N 47],[Hoc 1] ;
- le prince de Mantoue dans Fantasio de Jacques Offenbach, Opéra-Comique, 18 janvier 1872 - Création[Hoc 3],[21] ;
- Sganarelle dans Le Médecin malgré lui de Georges Bizet, mai 1872[Hoc 4] ;
- L’Ombre de Friedrich von Flotow, du 1er juillet au 1er septembre 1872, tournée dans toute la France[N 11],[Hoc 5] ;
- frère Laurent dans Roméo et Juliette de Charles Gounod, 20 janvier 1873 ; reprise le 30 septembre 1874[Hoc 6] ;
- le marquis de Moncontour dans Le roi l'a dit de Léo Delibes, Opéra-Comique, 24 mai 1873 - Création[Hoc 7] ;
- Andrea Galeotti dans Le Florentin de Charles Lenepveu, Opéra-Comique, 25 février 1874 - Création ;
- Gille dans Gille et Gillotin d'Ambroise Thomas, Opéra-Comique, 22 avril 1874 - Création[N 48],[Hoc 8] ;
- Ramon dans Mireille de Charles Gounod, 10 novembre 1874[Hoc 9] ;
- le comte et Mustapha dans L'Amour africain d'Émile Paladilhe[N 49], Opéra-Comique, 8 mai 1875 - Création[DOp 3],[Hoc 10],[SoP 3] ;
- Pompéry dans Le Voyage en Chine de François Bazin[N 50], 6 janvier 1876[Hoc 11] ;
- le pasteur Tidmann dans Piccolino d'Ernest Guiraud, Opéra-Comique, avril 1876 - Création[Hoc 12],[SoP 1].

 Sources : Casaglia, op. cit., sauf précision contraire.

### Théâtre de la Renaissance (1877-1880)
- Matthias dans La Tzigane de Johann Strauss II, théâtre de la Renaissance, 30 octobre 1877 - Création ;
- Nadir dans La Jolie Persane de Charles Lecocq, théâtre de la Renaissance, 28 octobre 1879 - Création ;
- Richard dans Les Voltigeurs de la 32e de Robert Planquette, théâtre de la Renaissance, 7 janvier 1880 - Création.

 Sources : Casaglia, op. cit., sauf précision contraire.

### Fin de carrière et villes d'eaux

#### Théâtre du Casino de Monte-Carlo (1879)
- Gaston dans Le Chevalier Gaston de Robert Planquette, théâtre du Casino, Monte-Carlo, 8 février 1879 - Création ;
- Le Maître de chapelle de Ferdinando Paër, 18 février 1879 ;
- L’Ombre de Friedrich von Flotow, 22 février 1879 ;
- Les Noces de Jeannette de Victor Massé, 1er mars 1879.

 Sources : Casaglia, op. cit., sauf précision contraire.

#### Cauterets (1882 / 1886)
- Pompéry dans Le Voyage en Chine de François Bazin, août 1882[Hey 2] ;
- Concert de charité, Le rat de ville et le rat des champs, Grand hôtel d'Angleterre, 27 juillet 1886[IC 4].

#### Grand Casino d’Aix les Bains (1884)
- L’Ombre de Friedrich von Flotow, Grand Casino, Villa des Fleurs, janvier 1884[EuA 2].

## Documents et iconographie
Il existe très peu de textes connus de Jean-Vital Jammes. Le plus important est la justification de 16 pages qu'il a publiée en mars 1877 après son éviction du Conservatoire.
Parmi les textes brefs, on dénombre en août 2012 :
- un petit échange de courriers de 1862 avec un certain Adolphe (sans doute avocat ou notaire)[IC 10]. La signature illustrant l'article provient de ce courrier,
- sa lettre au Figaro de 1880[N 14],
- une carte de visite manuscrite adressée à Arnold Mortier et conservée à la BNF[22],
- son très bref testament olographe, conservé aux Archives départementales des Bouches-du-Rhône[23] dans lequel il institue son épouse Marie Garcin légataire universelle.

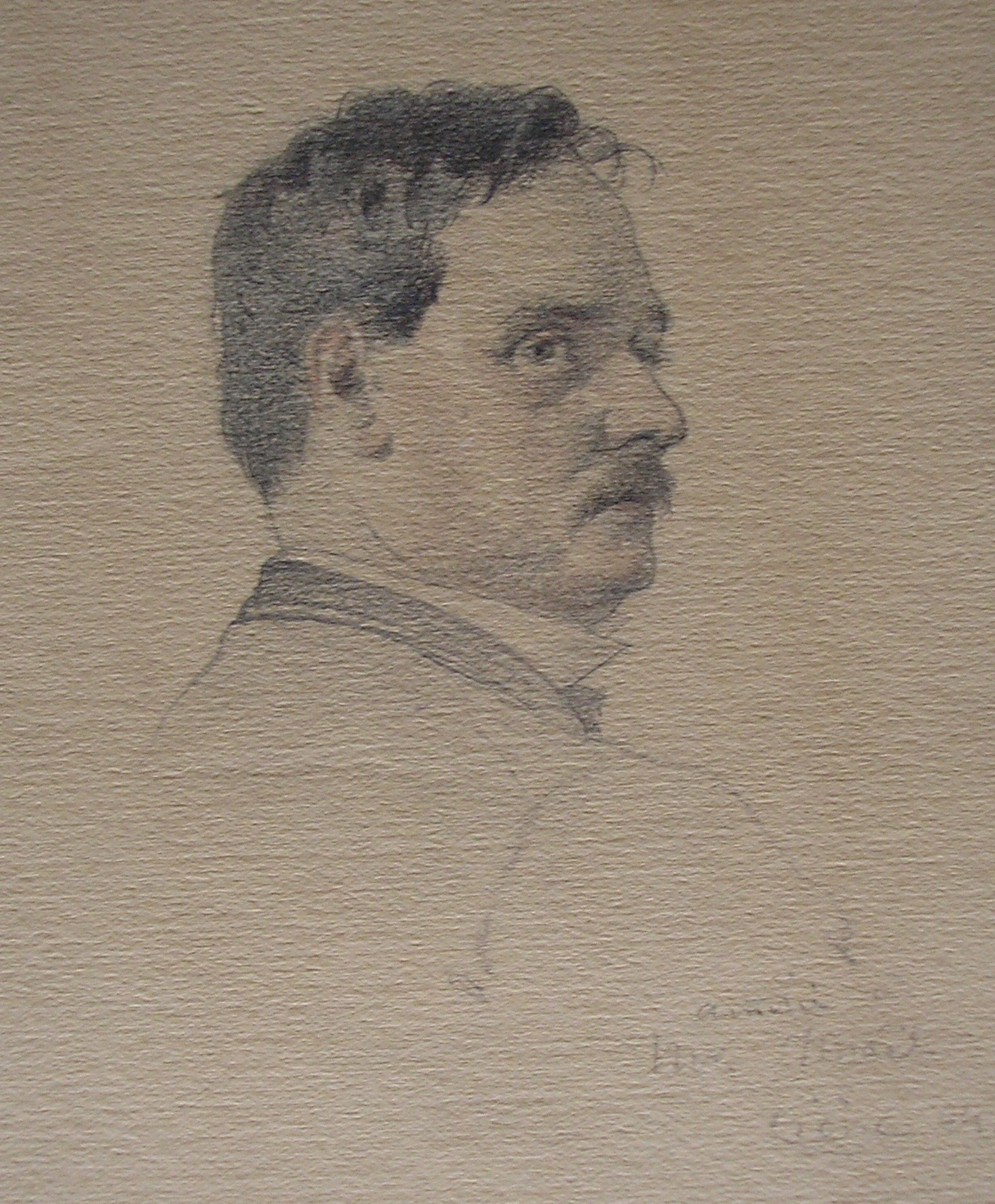
Portrait au crayon, v. 1850-1860
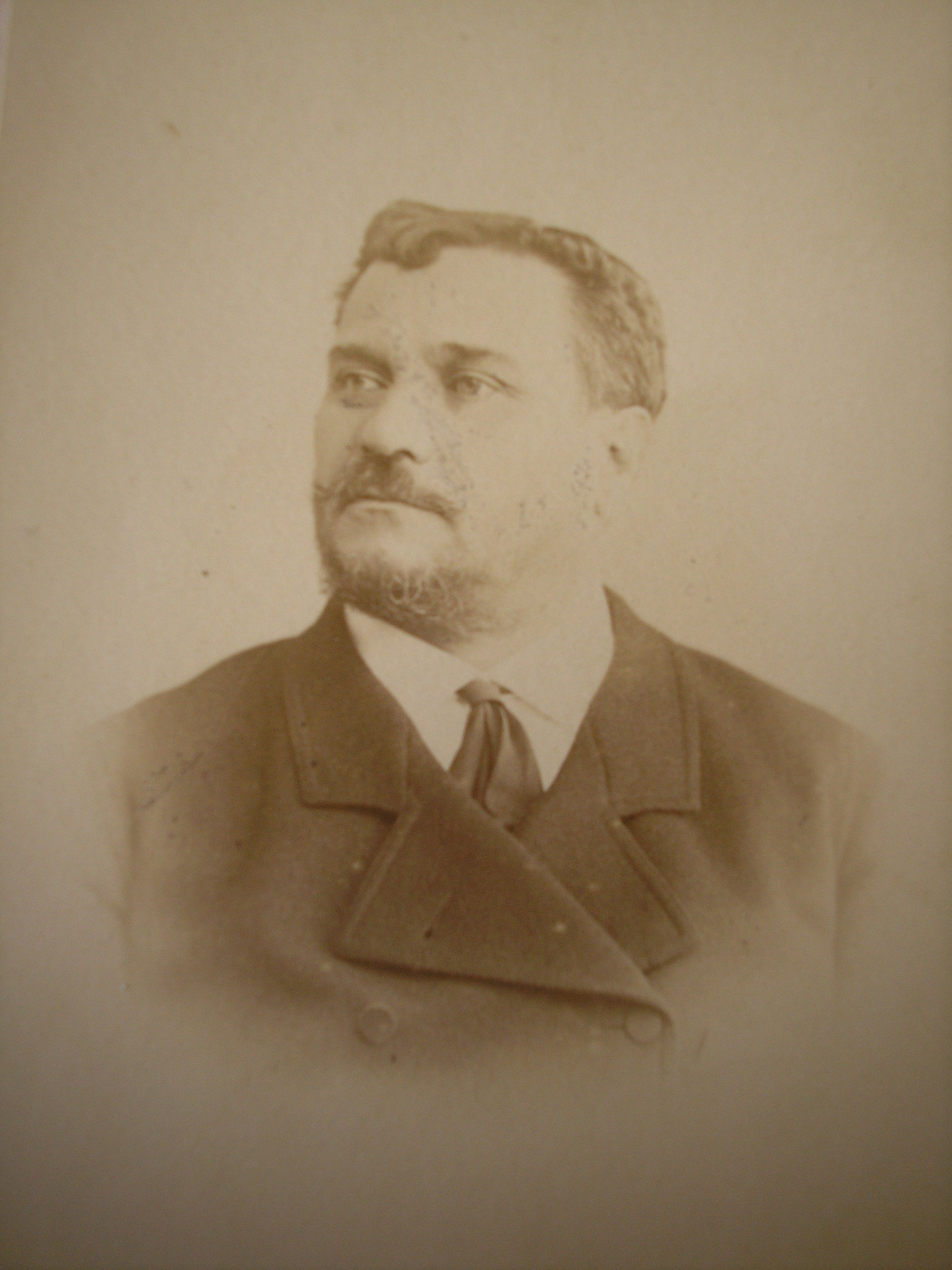
Photo, v. 1870-1880
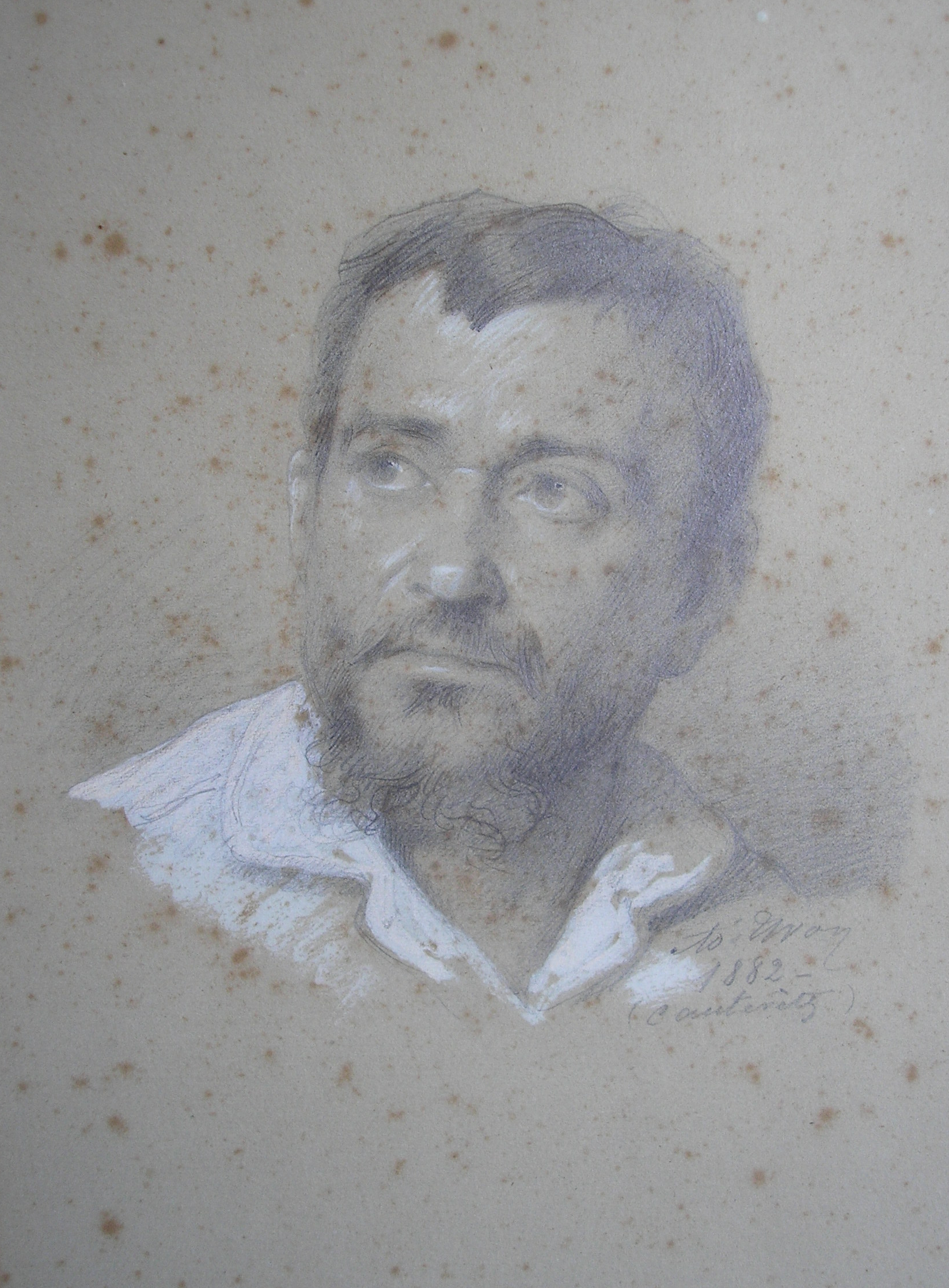
Portrait au fusain, Cauterets, 1882
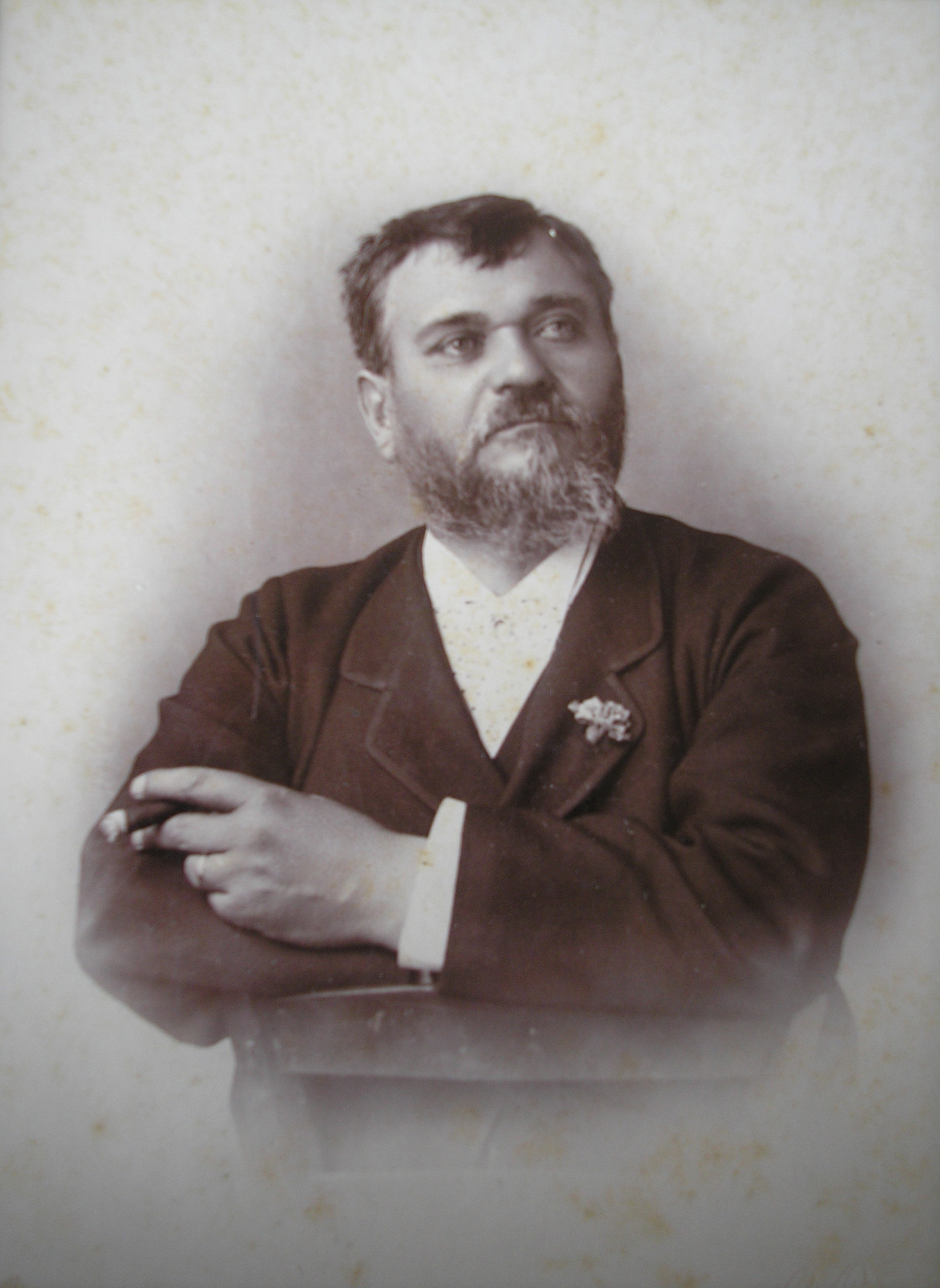
Photo (pose identique à celle du portrait à l'huile de 1885)

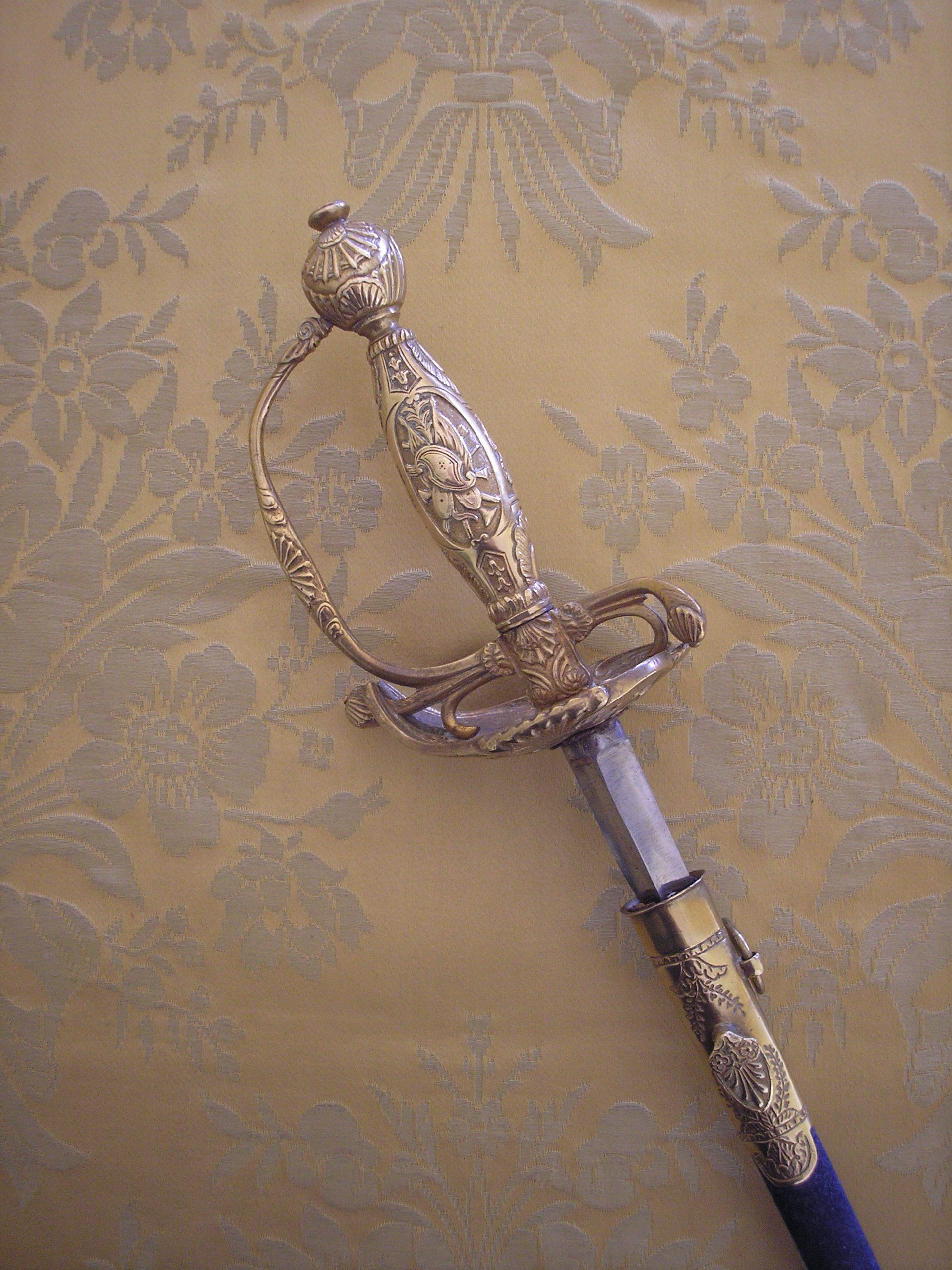
Épée de scène, v. 1855-1865
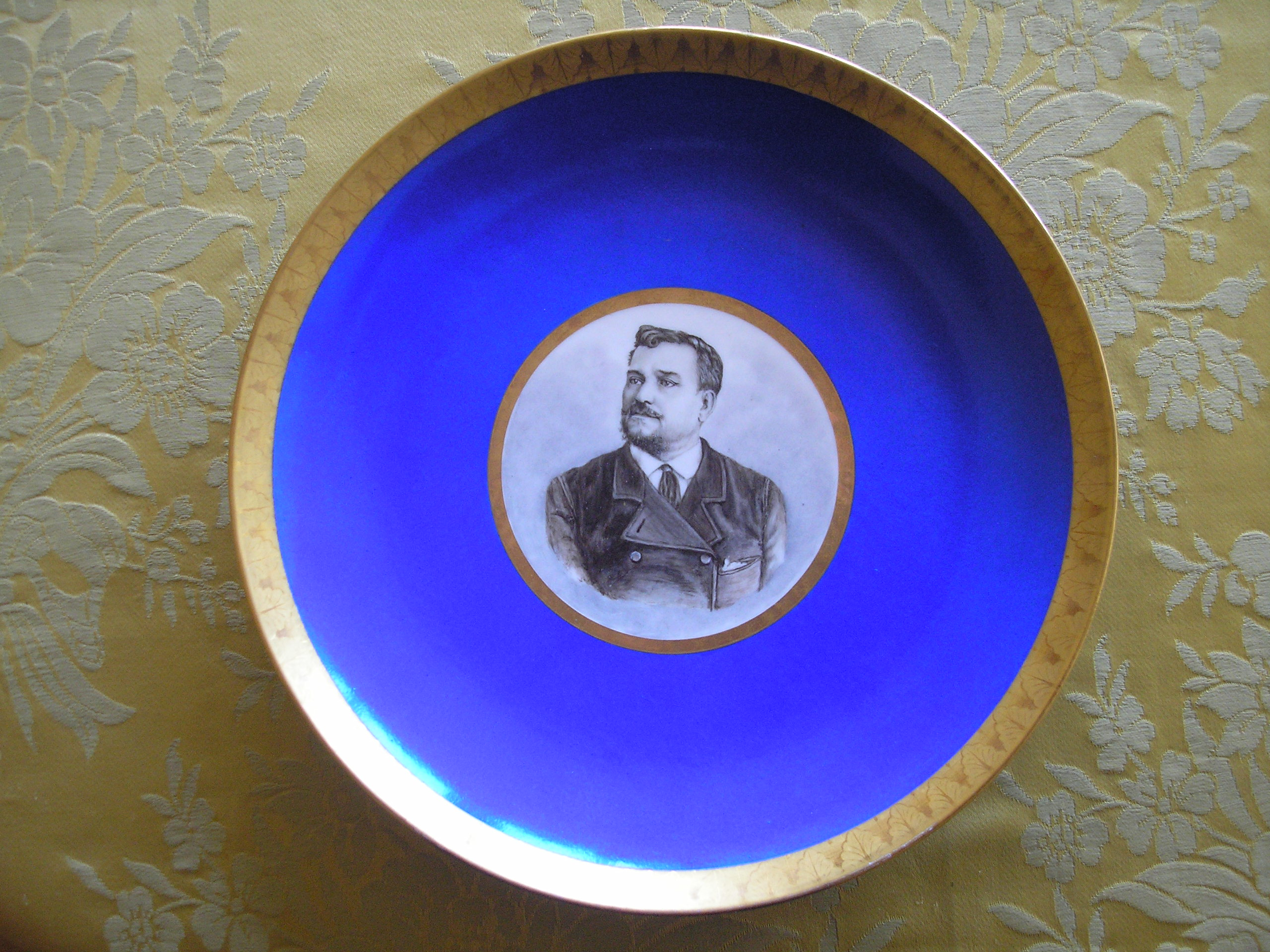
Plat en porcelaine à l'effigie d'Ismaël d'après photo
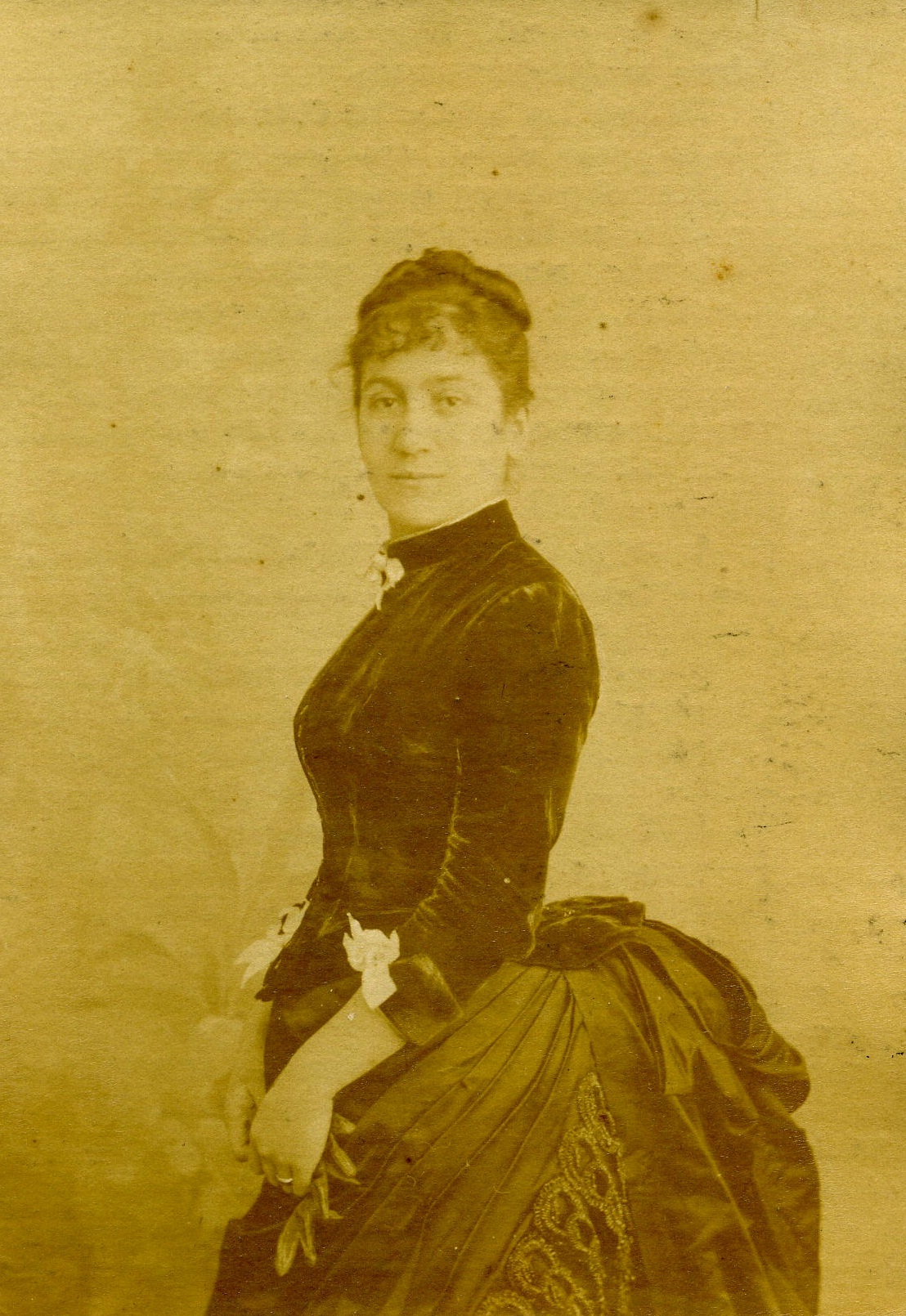
Marie Ismaël-Garcin vers 1887
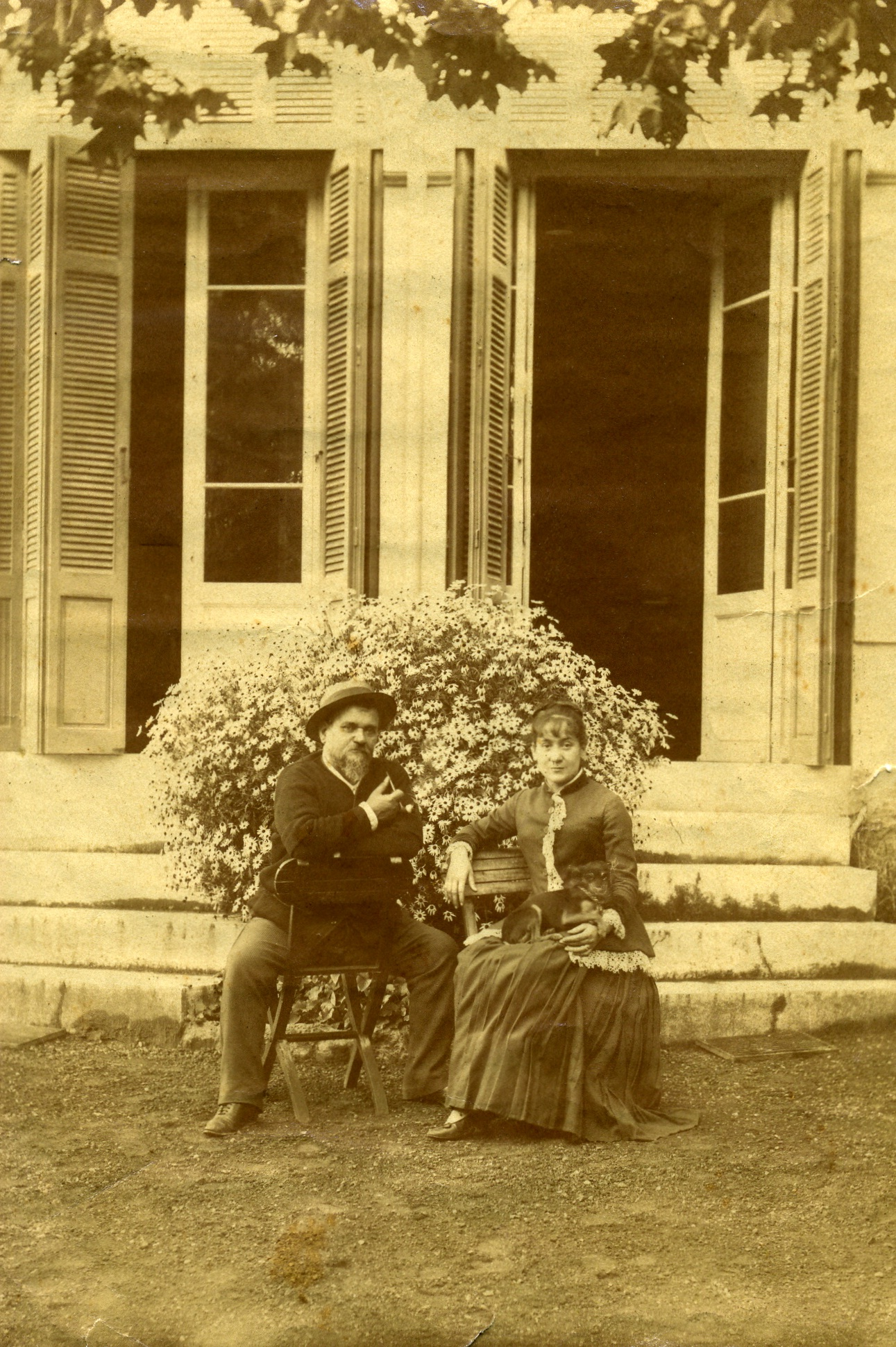
Jean-Vital Jammes et Marie Ismaël-Garcin chez eux vers 1890